# Arthur Wellesley, 1.º Duque de Wellington
Arthur Colley Wellesley, 1.º Duque de Wellington, KG GCB GCH PC FRS (Dublin, 1 de maio de 1769 — Castelo de Walmer, 14 de setembro de 1852) foi um marechal e político britânico, primeiro-ministro do Reino Unido por duas vezes.
Wellesley foi nomeado como alferes no exército britânico em 1787. Servindo na Irlanda como ajudante-de-campo para dois sucessivos Lordes Tenentes da Irlanda, ele também foi eleito como membro da Câmara dos Comuns do parlamento irlandês. Como coronel em 1796, Wellesley esteve em ação na Holanda e depois na Índia, onde ele lutou na Quarta Guerra Anglo-Maiçor na batalha de Seringapatão. Ele foi nomeado governador de Seringapatão e Maiçor, em 1799, e como major-general recém-nomeado obteve uma vitória decisiva sobre a Confederação Marata na batalha de Assaye em 1803.
Wellesley aumentou sua relevância como um general durante a Guerra Peninsular das Guerras Napoleônicas, e foi promovido ao posto de marechal de campo depois de liderar as forças aliadas na vitória contra os franceses na batalha de Vitória em 1813. Após o exílio de Napoleão Bonaparte em 1814, atuou como embaixador na França e foi-lhe concedido um ducado. Durante o Governo dos Cem Dias em 1815, ele comandou o exército aliado que, junto com um exército prussiano sob Blücher, derrotaram Napoleão na batalha de Waterloo. O registro de batalha de Wellesley é exemplar, em última análise, participou em cerca de 60 batalhas durante o curso de sua carreira militar.
Wellesley era famoso por seu estilo de adaptação defensiva de guerra, e um extenso planejamento antes de batalhas, o que lhe permitia escolher o campo de batalha e forçar o inimigo a vir a ele, que resultaram em várias vitórias contra uma força numericamente superior, minimizando suas próprias perdas. Ele é considerado um dos maiores comandantes de defesa de todos os tempos, e muitas das suas táticas e planos de batalha ainda são estudadas em academias militares ao redor do mundo.
Ele foi duas vezes o primeiro-ministro pelo partido tory e supervisionou a aprovação do Roman Catholic Relief Act 1829. Ele foi primeiro-ministro entre 1828 e 1830 e serviu brevemente em 1834. Foi incapaz de impedir a aprovação do Reform Act 1832 mas continuou como uma das principais figuras na Câmara dos Lordes até à sua aposentadoria. Ele permaneceu comandante em chefe do Exército Britânico até à data da sua morte.

## Biografia

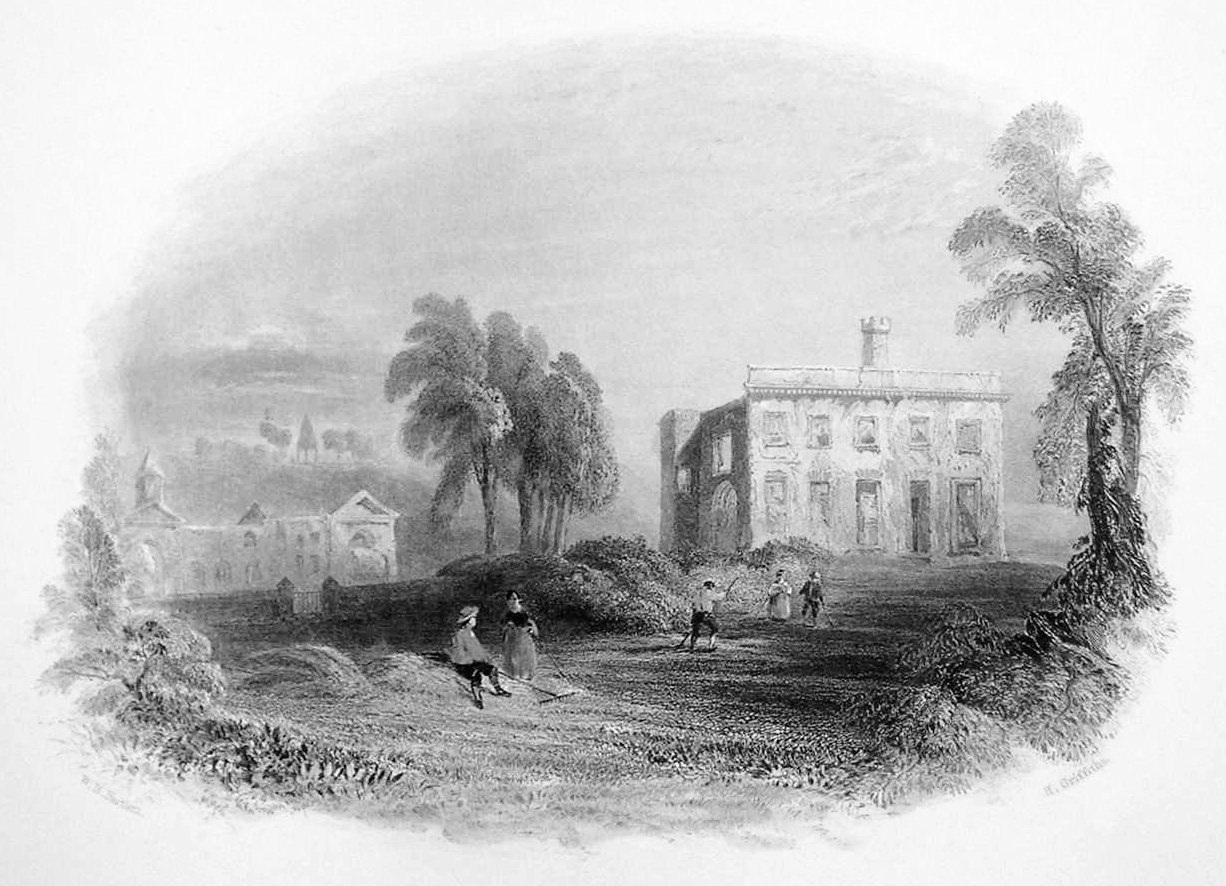
Castelo de Dangan, uma das residências da família, onde Wellesley passou um tempo de sua infância. Por H. Griffiths baseado em desenho de Bartlett, W. H., 1842.

Arthur Wellesley foi o quarto filho do Conde de Mornington, Garret Wesley e de Anne Hill, a filha mais velha do visconde de Dungannon. Ele provavelmente nasceu em sua casa, no n.º 24 de Upper Merrion Street, Dublin, agora "The Merrion Hotel". Seus biógrafos seguiram principalmente as evidências de jornais contemporâneos que noticiavam que ele nasceu em 1 de maio de 1769, o dia em que ele foi batizado. Sua mãe, Anne, condessa de Mornington, lembrou em 1815 que ele tinha nascido no n.º 6 da Merrion Street, Dublin. Outros lugares apresentados como o local de seu nascimento incluem Mornington House (a casa que seria ao lado da casa 6 da Merrion Street) - como seu pai havia afirmado, o paquete Dublin e a propriedade da família de Athy (que pereceram nos incêndios de 1916) - como o duque, aparentemente, colocou no seu retorno à Irlanda no censo de 1851.
Ele passou a maior parte de sua infância nas duas casas de sua família, a primeira uma grande casa em Dublin e a segunda, o Castelo de Dangan, a 3,1 milhas (5 km) ao norte de Summerhill, no Condado de Meath. Em 1781, o pai de Arthur morreu e seu irmão mais velho Richard herdou o condado de seu pai.
Ele foi para a escola diocesana em Trim quando em Dangan, para a Academia Masculina de Whyte quando em Dublin, e na Escola de Brown, em Chelsea, quando em Londres. Em seguida, ele se matriculou em Eton, onde estudou de 1781 até 1784. Sua solidão causou-lhe ódio a isso e torna altamente improvável que ele realmente tenha dito que "a Batalha de Waterloo foi vencida nos campos de jogos de Eton". Além disso, Eton não tinha campos de jogo na época. Em 1785, a falta de sucesso em Eton, combinado com a falta de dinheiro da família devido a morte de seu pai, obrigou o jovem Wellesley e sua mãe a mudar para Bruxelas. Até seus vinte e poucos anos, Arthur continuou a mostrar poucos sinais de distinção e sua mãe estava preocupada com sua ociosidade, afirmando: "Eu não sei o que vou fazer com o meu estranho filho Arthur".
Um ano mais tarde, Arthur foi inscrito na Real Academia Francesa de Equitação em Angers, onde ele progrediu significativamente, tornando-se um bom cavaleiro e aprendeu francês, que mais tarde viria a ser muito útil. Ao retornar para a Inglaterra no final de 1786, ele surpreendeu sua mãe com sua melhora.

## Vida militar

### Início de carreira
Apesar de sua nova promessa, ele ainda tinha que encontrar um emprego e sua família ainda estava com pouco dinheiro, então mediante os conselhos de sua mãe, seu irmão Richard perguntou a seu amigo o Duque de Rutland (depois Lorde Tenente da Irlanda) se consideraria para Arthur uma comissão no exército. Logo depois, em 7 de março de 1787 foi anunciado alferes no 73.º Regimento de Infantaria. Em outubro, com a ajuda de seu irmão, ele foi designado como ajudante-de-campo, recebendo 10 xelins por dia (duas vezes o seu salário como um alferes), trabalhando para o novo Lorde Tenente da Irlanda, Lorde Buckingham. Ele também foi transferido para o novo 76.º Regimento formado na Irlanda e no dia de Natal de 1787, foi promovido a tenente. Durante o tempo em Dublin seus deveres eram principalmente sociais, atendendo a reuniões, entretendo convidados e aconselhando a Buckingham. Enquanto na Irlanda, ele contraiu empréstimos devido ao seu jogo ocasional, mas em sua defesa afirmou que "muitas vezes sabia o que era estar com falta de dinheiro, mas eu nunca fiquei impossibilitado por dívidas".
Em 23 de janeiro de 1788, foi transferido para o 41.º Regimento de Infantaria, em seguida, novamente em 25 de junho de 1789, ainda tenente, foi transferido para o 12th (Prince of Wales's) Regiment of (Light) Dragoons e, segundo o historiador militar Richard Holmes, ele também iniciou, relutante, na política. Pouco antes da eleição geral de 1789, ele foi para o "bairro podre" de Trim para falar contra a concessão do título de "Freeman" de Dublin ao líder parlamentar do Partido Patriota Irlandês, Henry Grattan. Assim, mais tarde ele foi nomeado e eleito como membro de Trim do Parlamento na Câmara dos Comuns irlandesa. Por causa do sufrágio limitado na época, ele assentou-se em um parlamento onde pelo menos dois terços dos membros deviam a sua eleição aos proprietários de terras com menos de uma centena de municípios. Wellesley continuou a servir no Castelo de Dublin, votando com o governo no parlamento irlandês ao longo dos próximos dois anos. Em 30 de janeiro de 1791, tornou-se capitão e foi transferido para o 58.º Regimento de Infantaria.
Em 31 de outubro foi transferido para os 18th Light Dragoons e foi durante este período que ele ficou atraído cada vez mais por Kitty Pakenham, a filha de Edward Pakenham, segundo Barão Longford. Ela foi descrita como sendo cheia de "alegria e encanto". Em 1793, pediu a mão dela, mas foi rejeitado por seu irmão Thomas, conde de Longford, já que Wellesley era considerado muito jovem, em dívidas, com poucas perspectivas de crescimento. Um aspirante a músico amador, Wellesley, devastado pela rejeição, queimou seus violinos em raiva e resolveu levar a carreira militar a sério. Ganhando maior promoção (em grande parte através da compra de sua posição, o que era comum no exército britânico naquele momento), ele se tornou major no 33.º Regimento em 1793. Poucos meses depois, em setembro, seu irmão emprestou-lhe mais dinheiro e com isso ele comprou o posto de tenente-coronel.

### Países Baixos

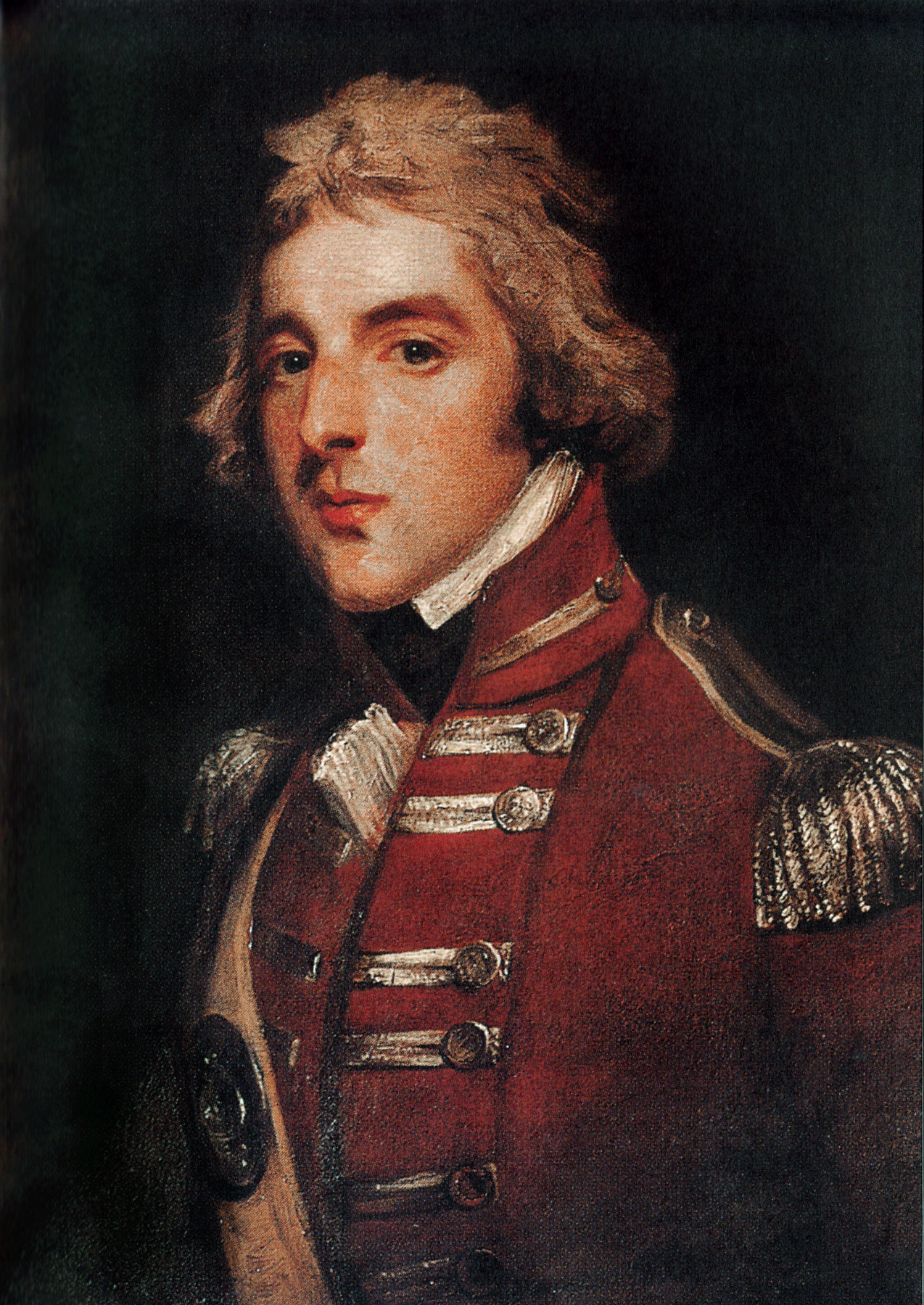
Tenente-coronel Arthur Wellesley, com 26 anos, no 33rd Regiment Por John HoppnerStratfield Saye House.

Em 1793, o Duque de Iorque e Albany foi enviado para Flandres no comando do contingente britânico de uma força aliada destinada à invasão da França. Em 1794, o 33.º Regimento foi enviado para se juntar à força e Wellesley, depois de ter acabado de comprar seu cargo de major em 30 de abril de 1793, partiu de Cork para Flandres em junho, destinado à sua primeira e verdadeira experiência em batalha. Três meses depois, em 30 de setembro de 1793, ele comprou o posto de tenente-coronel do seu regimento. Durante a campanha, ele comandou uma brigada e em setembro a unidade de Wellesley ficou sob fogo a leste de Breda, pouco antes da Batalha de Boxtel. Na última parte da campanha, durante o inverno, sua unidade defendeu a linha do rio Waal, período em que ele ficou doente por um tempo, devido ao ambiente úmido. Embora a campanha se provasse sem sucesso, com as forças do Duque de Iorque retornando em 1795, Wellesley aprendeu várias lições valiosas, incluindo o uso de linhas de fogo constante contra colunas avançando e dos méritos de apoiar as forças navais.  Ele concluiu que muitos dos erros da campanha foram devido à falta de lideranças e da pouca organização nos quartéis. Ele comentou depois de seu tempo na Holanda que "pelo menos eu aprendi o que não fazer, o que é sempre uma lição valiosa".
Retornando à Inglaterra em março de 1795, ele voltou como um membro do Parlamento por Trim para um segundo mandato. Ele esperava receber o cargo de secretário de guerra no novo governo irlandês, mas o novo Lorde Tenente, Lorde Camden, só foi capaz de oferecer-lhe o cargo de Inspetor-Geral de Ordenança. Declinando do cargo, ele retornou ao seu regimento, agora em Southampton, preparando para zarpar para as Índias Ocidentais. Depois de sete semanas no mar, uma tempestade forçou a volta da frota para Poole, Inglaterra. De volta ao 33.º Regimento, foi-lhe dado um tempo para convalescer e alguns meses mais tarde, Whitehall decidiu enviar o regimento para a Índia. Wellesley foi promovido a coronel por antiguidade em 3 de maio de 1796 e algumas semanas mais tarde, partiu para Calcutá com seu regimento.

### Índia
Chegado em Calcutá em fevereiro de 1797, lá passou vários meses, antes de ser enviado em uma breve expedição para as Filipinas, onde estabeleceu uma lista de novas precauções de higiene para os seus homens, para lidar com o clima hostil. Retornando em novembro para a Índia, soube que seu irmão mais velho, Richard, agora conhecido como Lorde Mornington, tinha sido nomeado como o novo governador-geral da Índia Britânica.
Em 1798, ele mudou a grafia de seu sobrenome para "Wellesley"; até este momento ele ainda era conhecido como Wesley, que seu irmão mais velho considerava mais adequada como ortografia.

#### Quarta Guerra Anglo-Maiçor

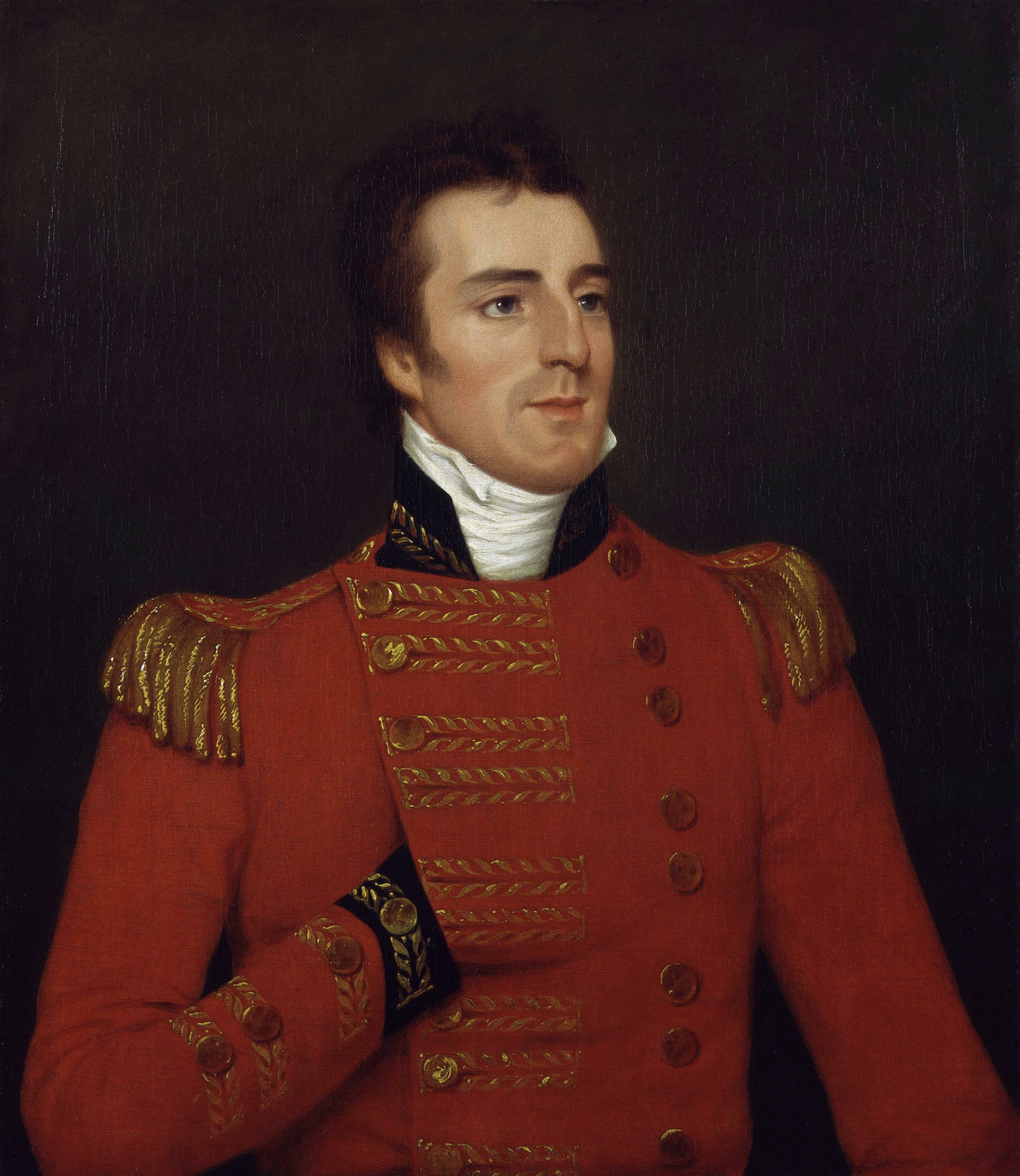
Wellesley na Índia, vergando seu uniforme de major-general, 1804 Por Robert Home, 1804 National Portrait Gallery.

Como parte da campanha para estender o domínio da British East India Company, a Quarta Guerra Anglo-Maiçor eclodiu em 1798 contra o Sultão de Maiçor, Fateh Ali Tipu. Richard ordenou que uma força armada fosse enviada para capturar Seringapatão e derrotar Tipu. Sob o comando do general Harris, cerca de 24 000 soldados foram enviados para Madras (para participar de uma força igual a ser enviada a partir de Bombaim, no oeste). Arthur e o 33.º Regimento partiram para se juntar a eles em agosto.
Após uma extensa e cuidadosa preparação logística (que se tornaria um dos principais atributos de Wellesley) o 33.º partiu com a principal força em dezembro e viajou 250 milhas (402 km) pela selva de Madras para Maiçor. Por conta de seu irmão, durante a viagem, a Wellesley foi dado um comando adicional, o de conselheiro-chefe do Nizam do exército de Hyderabad (enviado para acompanhar a força britânica). Esta posição causou atrito entre muitos dos oficiais superiores (alguns dos quais eram mais antigos que Wellesley). Grande parte desse atrito foi esmorecido após a Batalha de Mallavelly, cerca de 20 milhas (32 quilômetros) de Seringapatão, em que o exército de Harris atacou uma grande parte do exército do sultão. Durante a batalha, Wellesley levou seus homens, em uma linha de batalha de duas fileiras, contra o inimigo a um morro com aclive suave e deu a ordem para disparar. Depois de uma extensa repetição de tiros, seguido de uma carga de baioneta, o 33.º Regimento, em conjunto com o resto das forças de Harris, forçou a infantaria de Tipu a recuar.

##### Seringapatão
Imediatamente após a sua chegada a Seringapatão em 5 de abril de 1799, a Batalha de Seringapatão começou e Wellesley ordenou um ataque à noite na aldeia de Sultanpettah, ao lado da fortaleza para limpar o caminho para a artilharia. Por causa de forte preparação defensiva do inimigo e das trevas, com a confusão resultante, o ataque falhou, com 25 mortes. Wellesley sofreu uma pequena lesão no joelho de uma bala de mosquete. Embora seu ataque subsequente tenha obtido sucesso no dia seguinte, após ter tempo para explorar à frente as posições do inimigo, o caso teve um impacto sobre Wellesley. Ele resolveu "nunca atacar um inimigo que está se preparando e fortemente postado, e cujos postos não foram reconhecidos à luz do dia".
Lewin Bentham Bowring, funcionário público britânico na Índia, que serviu como comissário de Maiçor entre 1862 e 1870, dá esta explicação alternativa:
Um desses bosques, chamado de Sultanpet Tope, foi interceptado por valas profundas, regada por um canal em execução no sentido leste cerca de uma milha a partir do forte. General Baird foi direcionado para vasculhar este bosque e desalojar o inimigo, mas em seu avanço com esse objeto na noite do dia 5, ele encontrou o tope desocupado. No dia seguinte, no entanto, as tropas de Maiçor novamente tomaram posse da terra e, como era absolutamente necessário para expulsá-los, duas colunas foram destacadas ao pôr do sol para isso. A primeira delas, sob o coronel Shawe, tem a posse de uma aldeia em ruínas, o que realizou com êxito. A segunda coluna, sob o coronel Wellesley, no avanço para o tope, foi imediatamente atacada na escuridão da noite por um tremendo fogo de mosquetes e foguetes. Os homens, debatendo entre as árvores e os cursos de água, enfim quebraram e caíram em desordem, alguns sendo mortos e alguns prisioneiros. Na confusão o próprio coronel Wellesley foi atingido no joelho por uma bala de raspão, e escapou por pouco de cair nas mãos do inimigo.

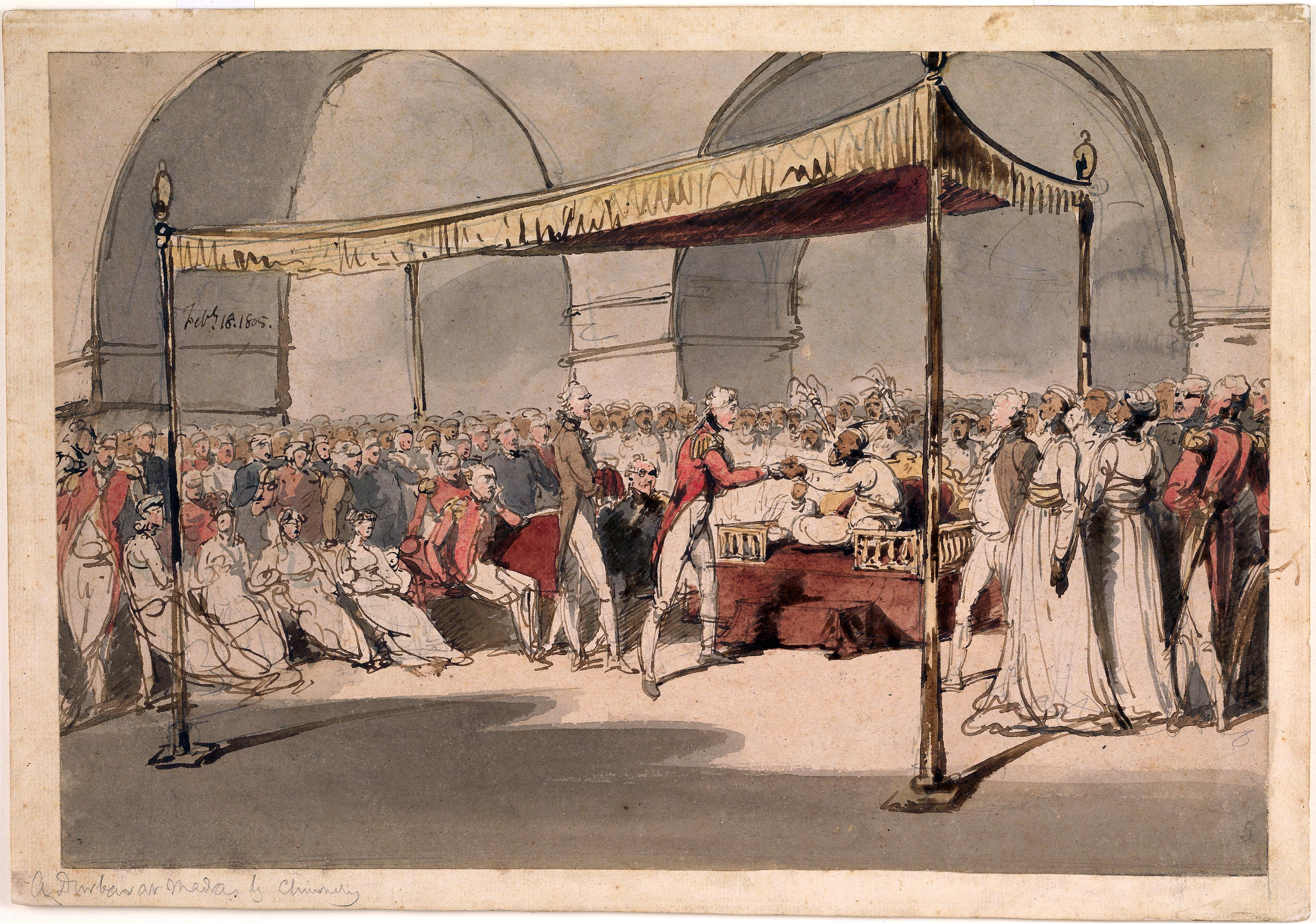
Major-General Wellesley com o nababo Azim Adaulá George Chinnery, 1805 Biblioteca Britânica.

Algumas semanas mais tarde, depois de extenso bombardeio de artilharia, uma brecha foi aberta nas principais paredes da fortaleza de Seringapatão. Um ataque liderado pelo major-general Baird garantiu a fortaleza. Wellesley garantiu a parte de trás do avanço, postando guardas na brecha e, em seguida, estacionando seu regimento no palácio principal. Após a notícia da morte do Tipu Sultão, Wellesley foi o primeiro no local para confirmar sua morte, verificando seu pulso. Com o passar dos dias, crescia a preocupação de Wellesley com a falta de disciplina entre os seus homens, que bebiam e saqueavam a fortaleza e a cidade. Para restabelecer a ordem, vários soldados foram açoitados e quatro enforcados.
Depois da batalha e do resultado final da guerra, a principal força sob o general Harris deixou Seringapatão e Wellesley, com trinta anos, ficou para trás para comandar a área como o novo governador de Seringapatão e Maiçor. Ele foi promovido a general-brigadeiro em 17 de julho de 1801. Ele tomou residência dentro do palácio de verão do sultão e reformou os sistemas fiscais e de justiça em sua província para manter a ordem e prevenir a corrupção. Ele também caçou o mercenário 'King' Dhoondiah Waugh, que havia escapado da prisão em Seringapatão durante a batalha. Wellesley, com comando de quatro regimentos, derrotou a maior força rebelde de Dhoondiah, juntamente com o próprio Dhoondiah que foi morto na batalha. Ele pagou pensão para a futura manutenção do filho órfão de Dhoondiah.
Enquanto esteve na Índia, Wellesley esteve doente por um tempo considerável, primeiro com grave diarreia por causa de água contaminada e, em seguida, com febre, seguida de uma infecção de pele grave causada por trichophyton. Ele recebeu uma boa notícia quando, em setembro de 1802, ele soube que ele tinha sido promovido ao posto de major-general. Wellesley tinha sido promovido em 29 de abril de 1802, mas a notícia levou vários meses para alcançá-lo por mar. Ele permaneceu em Maiçor até novembro, quando ele foi enviado para comandar um exército na Segunda Guerra Anglo-Marata.

#### Segunda Guerra Anglo-Marata
Quando ele determinou que uma longa guerra defensiva iria arruinar seu exército, Wellesley decidiu agir com ousadia para derrotar a numericamente maior força do Império Maratha. Com a montagem logística de seu exército completa (24 000 homens no total) ele deu a ordem de levantar acampamento e atacar o mais próximo forte marata em 8 de agosto 1803. O forte se rendeu em 12 de agosto, depois de um ataque de infantaria que tinha explorado uma brecha feita pela artilharia na parede. Com o forte agora no controle britânico, Wellesley foi capaz de estender o controle em direção ao sul até ao rio Godavari.

##### Assaye

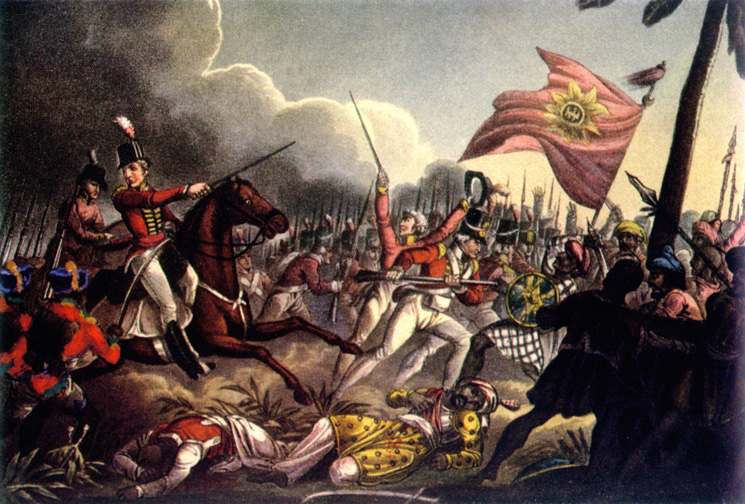
Wellesley (montado) comandando as forças na Batalha de Assaye Por J. C. Stadler, 1815.

Dividindo seu exército em duas forças, para perseguir e localizar o exército principal dos maratas, (a segunda força, comandada pelo coronel Stevenson era bem menor) Wellesley estava se preparando para juntar suas forças em 24 de setembro. Sua inteligência, no entanto, informou a localização do exército principal dos maratas, entre dois rios perto de Assaye. Se ele esperasse a chegada de sua segunda força, os maratas seriam capazes de montar um retiro, por isso Wellesley decidiu lançar um ataque imediatamente.
Em 23 de setembro, Wellesley conduziu suas forças ao longo de um difícil trecho no rio Kaitna e a Batalha de Assaye começou. Depois de atravessar o trecho a infantaria foi reorganizada em várias linhas e avançou contra a infantaria marata. Wellesley ordenou a sua cavalaria para explorar o flanco do exército Marata apenas perto da aldeia. Durante a batalha Wellesley ficou sob fogo, dois de seus cavalos foram baleados debaixo dele e ele teve que montar um terceiro. Em um momento crucial, Wellesley reagrupou suas forças e ordenou ao coronel Maxwell (mais tarde morto no ataque) a atacar o extremo leste da posição marata enquanto o próprio Wellesley dirigiu um ataque de infantaria novamente contra o centro.
Um oficial no ataque escreveu sobre a importância da liderança pessoal de Wellesley: "O general estava no meio da ação o tempo todo... Eu nunca vi um homem tão tranquilo e calculista como ele... embora eu possa garantir que até que nossas tropas tivessem a ordem de avançar, o destino do dia parecia duvidoso...". Com cerca de 6 000 maratas mortos ou feridos, o inimigo foi derrotado, apesar da força de Wellesley não estar em condições para prosseguir. As baixas britânicas eram pesadas: as perdas britânicas foram contadas como 409 soldados mortos dos quais 164 eram europeus e os restantes 245 eram indianos, mais 1622 soldados britânicos foram feridos e 26 soldados foram dados como desaparecidos (os números de baixas britânicas foram retiradas de Wellesley por próprio despacho). Wellesley estava preocupado com a perda de homens e comentou que "não gostaria de ver novamente essa perda como sofri em 23 de setembro, mesmo tendo tal ganho". Anos mais tarde, no entanto, ele observou que Assaye foi a melhor batalha em que ele já lutou.

##### Argaum e Gawilghur
Apesar dos danos causados ao exército marata, a batalha não acabou com a guerra. Poucos meses depois, em novembro, Wellesley atacou uma força maior perto de Argaum, levando seu exército para a vitória mais uma vez, com um espantoso número de 5 000 inimigos mortos com o custo de apenas 361 baixas britânicas. Um outro ataque bem sucedido na fortaleza de Gawilghur, combinado com a vitória do General Lake em Déli forçou os maratas a assinarem um acordo de paz em Anjangaon (não concluído até um ano depois) chamado como o Tratado de Surji-Anjangaon.
O historiador militar Richard Holmes observou que as experiências de Wellesley na Índia tiveram uma influência importante sobre a sua personalidade e táticas militares, ensinando-lhe muito sobre assuntos militares que provariam ser vitais para o seu sucesso na Guerra Peninsular. Estes incluíram um forte senso de disciplina através do exercício e da ordem, o uso da diplomacia para ganhar aliados e a necessidade vital de uma linha de fornecimento seguro. Ele também estabeleceu um grande respeito para a conquista de informações através de batedores e espiões. Seus gostos pessoais também desenvolveram-se, incluindo vestir-se com calças brancas, uma túnica escura, com botas de Hesse e tricórnio preto (que mais tarde se tornou sinônimo de seu estilo).

##### Deixando a Índia
Wellesley tinha se cansado de seu tempo na Índia, observando: "eu tenho servido na Índia o tempo que qualquer homem deveria servir em qualquer outro lugar". Em junho de 1804 pediu permissão para voltar para casa e, como recompensa por seu serviço na Índia, ele foi feito um Cavaleiro do Banho, em setembro. Enquanto na Índia, Wellesley tinha acumulado uma fortuna de £ 42 000 (soma considerável na época), que consiste principalmente de prêmio em dinheiro de sua campanha. Quando o mandato de seu irmão como governador-geral da Índia Britânica terminou em março de 1805, os irmãos voltaram juntos para a Inglaterra no HMS Howe. Arthur, por coincidência, parou a sua viagem na pequena ilha de Santa Helena e ficou no mesmo prédio em que Napoleão I viria a ser exilado.

### De volta ao Reino Unido
Wellesley, em seguida, serviu na abortada expedição anglo-russa no norte da Alemanha, em 1805, tendo uma brigada de Elba. Após este retorno da campanha, Wellesley recebeu uma boa notícia; devido a seu novo título e status, a família de Kitty Pakenham a tinha consentido a se casar com ele. Ele então pegou um período de licença prolongada do exército e foi eleito membro do parlamento pelos tories para Rye, em janeiro de 1806. Um ano depois, foi eleito deputado por Newport, na Ilha de Wight e foi então nomeado para servir como secretário-chefe para a Irlanda, sob o duque de Richmond. Ao mesmo tempo, foi feito conselheiro particular. Enquanto na Irlanda, ele deu uma promessa verbal de que as Leis Penais restantes seriam aplicadas com grande moderação, talvez uma indicação de sua vontade de mais tarde apoiar a Emancipação Católica.

#### Guerra na Dinamarca
Wellesley estava na Irlanda em maio de 1807, quando ouviu falar da expedição britânica para a Dinamarca. Ele decidiu ir, declinando de seus compromissos políticos e foi nomeado para comandar uma brigada de infantaria na Segunda Batalha de Copenhague, que teve lugar em agosto. Ele lutou em Køge, durante a qual os homens sob seu comando fizeram 1 500 prisioneiros, com Wellesley mais tarde presente durante a rendição.
Em 30 de setembro, ele voltou para a Inglaterra e foi elevado ao posto de tenente-general em 25 de abril de 1808. Em junho de 1808 aceitou o comando de uma expedição de 9 000 homens. Preparando-se para partir para um ataque às colônias espanholas na América do Sul (para auxiliar o patriota latino-americano Francisco de Miranda) sua força foi ordenada a navegar para Portugal, para participar na Campanha Peninsular e encontrar com 5 000 soldados em Gibraltar.

#### Na Península Ibérica
Pronto para a batalha, ele deixou Cork em 12 de julho de 1808 para participar na guerra contra as forças francesas na Península Ibérica, com suas habilidades como comandante testadas e desenvolvidas. De acordo com o historiador Robin Neillands, "Wellesley esteve até agora adquirindo a experiência em que os seus sucessos posteriores foram fundados. Ele sabia sobre o comando a partir do zero, sobre a importância da logística, acerca de campanha em um ambiente hostil. Ele gostava de influência política e percebeu a necessidade de manter o apoio em casa. Acima de tudo, ele tinha ganhado uma ideia clara de como, ao estabelecer objetivos atingíveis e confiando em sua própria força e habilidades, uma campanha poderia ser travada e vencida".

### Guerra Peninsular

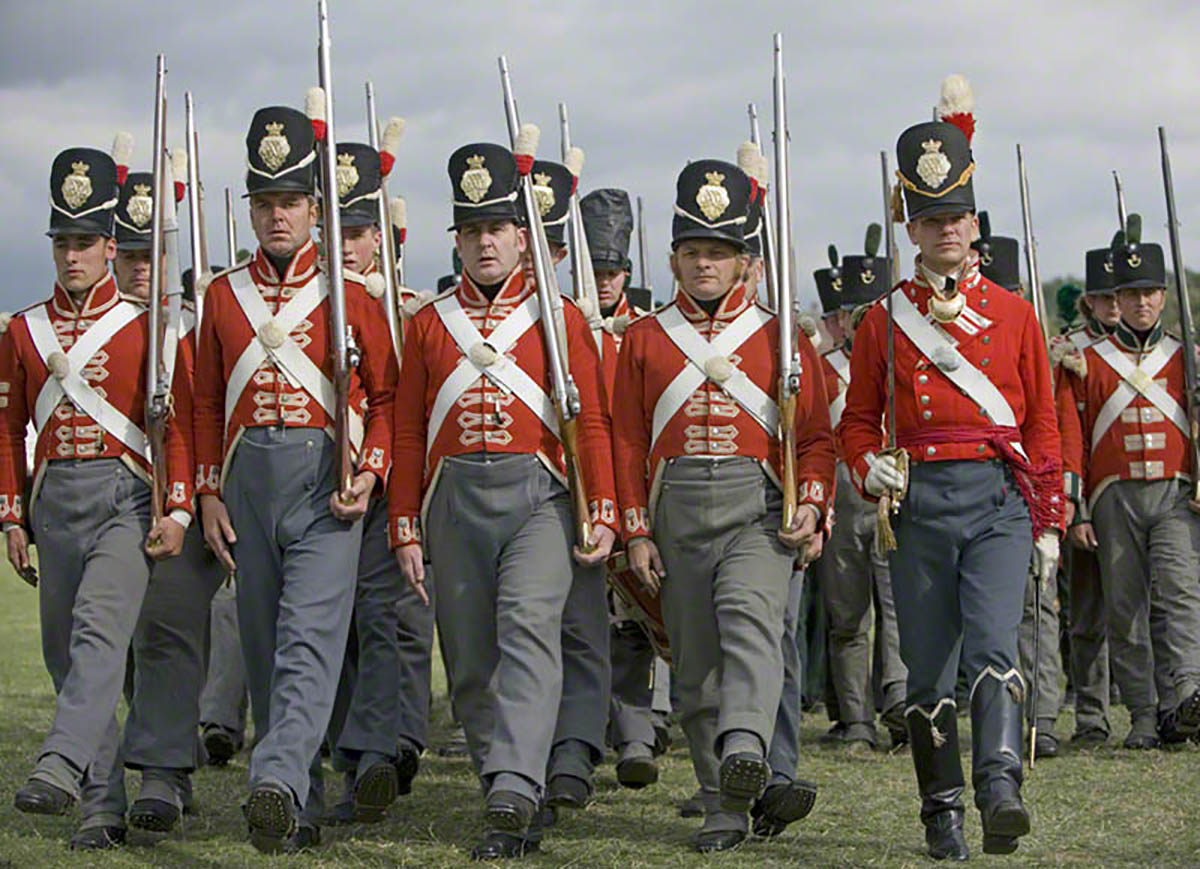
Reencenação dos Casacos Vermelhos do 33rd Regiment of Foot de Wellington que lutaram nas Guerras Napoleônicas, 1812–1815, aqui mostrando o padrão de linha da 8.ª Companhia.

#### 1808
Wellesley derrotou os franceses na Batalha de Roliça e na Batalha do Vimeiro em 1808 mas foi substituído no comando imediatamente após a última batalha. O general Dalrymple, em seguida, assinou a controversa Convenção de Sintra, que estipulava que a Marinha Real Britânica transportaria o exército francês para fora de Lisboa, com todos os seus despojos, e insistiu na associação do único ministro do governo disponível, Wellesley. Dalrymple e Wellesley foram recolhidos à Grã-Bretanha para enfrentar um Tribunal de Inquérito. Wellesley tinha concordado em assinar o armistício preliminar, mas não tinha assinado a convenção e foi liberado.
Enquanto isso, o próprio Napoleão fez entrar por Espanha as suas tropas veteranas para acabar com a revolta; o novo comandante das forças britânicas na Península, sir John Moore, morreu durante a batalha da Corunha, em janeiro de 1809.
Embora em geral a guerra em terra com a França não estava indo bem do ponto de vista britânico, a Península foi o teatro, onde, com os portugueses, tinha fornecido uma forte resistência contra a França e seus aliados. Isso contrastava com a desastrosa expedição de Walcheren, que era típico das operações britânicas mal administradas da época. Wellesley apresentou um memorando ao Lorde Castlereagh na defesa de Portugal. Ele ressaltou suas fronteiras montanhosas e defendeu Lisboa como a base principal, porque a Royal Navy poderia ajudar a defendê-la. Castlereagh e o gabinete aprovou o memorando, nomeando-o chefe de todas as forças britânicas em Portugal.

#### 1809

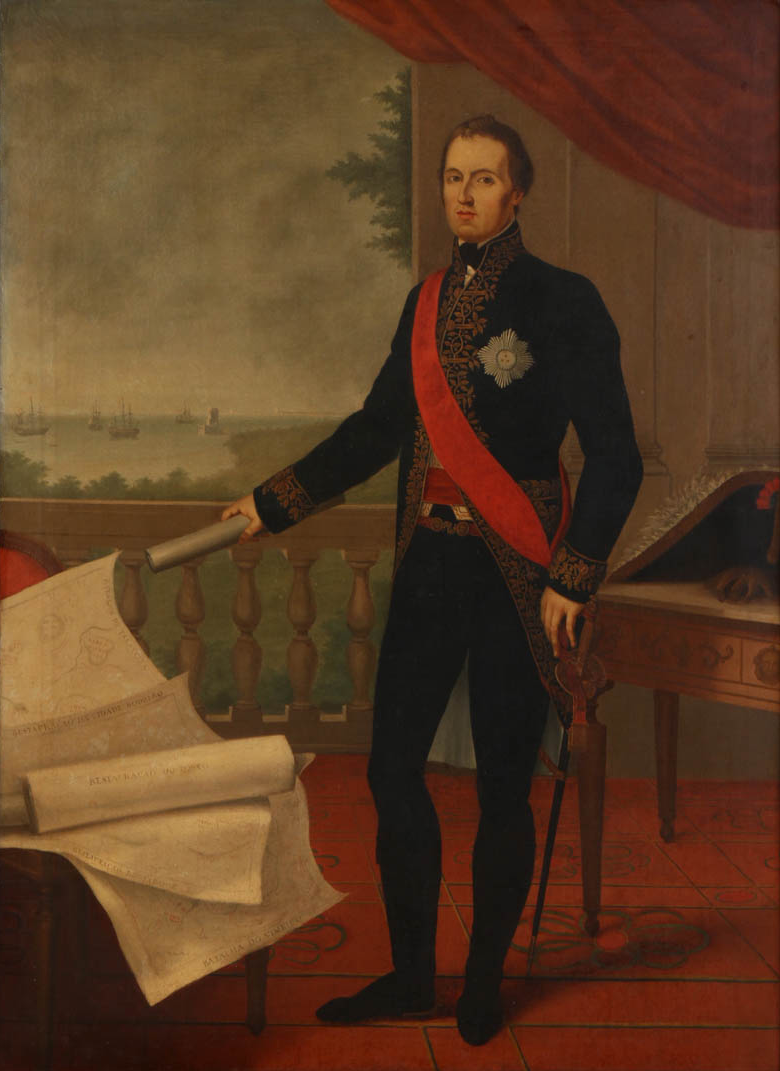
Duque de Wellington. Ao fundo, o rio Tejo e a Torre de Belém por Domenico Pellegrini.

Wellesley chegou em Lisboa em 22 de abril de 1809 a bordo do HMS Surveillante, depois de escapar de um naufrágio. Reforçado, ele foi para a ofensiva. Na Segunda Batalha de Porto atravessou o rio Douro durante o dia em coup de main e encontrou as tropas francesas do marechal Soult no Porto.
Com Portugal seguro, Wellesley avançou para a Espanha para unir-se com as forças do general Cuesta. A força aliada combinada preparou para um assalto ao I Corps de Victor em Talavera de la Reina, em 23 de julho. Cuesta, no entanto, estava relutante em concordar, e só foi convencido a avançar no dia seguinte. O atraso permitiu que os franceses se retirassem, mas Cuesta enviou seu exército à caça de Victor, e viu-se enfrentado por quase todo o exército francês em Nova Castela - Victor tinha sido reforçado pelas guarnições de Toledo e Madrid. Os espanhóis se retiraram precipitadamente, necessitando o avanço das duas divisões britânicas para cobrir a retirada.
No dia seguinte, 27 de julho, na Batalha de Talavera ocorreu o avanço francês em três colunas sendo repelidos várias vezes ao longo do dia por Wellesley, mas a um custo pesado para a força britânica. Na sequência, foi descoberto que o exército de Marechal Soult estava avançando pelo sul, ameaçando cortar Wellesley fora de Portugal. Wellesley moveu-se a leste em 3 de agosto para bloqueá-lo, deixando 1 500 feridos aos cuidados dos espanhóis, com a intenção de confrontar Soult antes de descobrir que os franceses eram, de fato, 30 000 homens. O comandante britânico enviou uma Brigada Leve em uma corrida para manter a ponte sobre o rio Tejo em Almaraz. Com as comunicações e fornecimento de Lisboa garantidas, por enquanto, Wellesley considerou juntar com Cuesta novamente, mas descobriu que seu aliado espanhol tinha abandonado os britânicos feridos para os franceses e foi completamente teimoso, arrogante e, em seguida, recusou-se a fornecer as forças britânicas, agravando a situação de Wellesley e causando atritos entre os britânicos e seus aliados espanhóis. A falta de suprimentos, juntamente com a ameaça de reforço francês (incluindo a possível inclusão do próprio Napoleão) na primavera, levou ao britânico decidir retirar-se para Portugal.

#### 1810
Em 1810, um novo e grande exército francês sob o marechal André Masséna invadiu Portugal. A opinião britânica tanto em casa como no exército foi negativa e houve sugestões de que eles deveriam evacuar Portugal. Em vez disso, Wellington primeiro retardou os franceses ainda em Buçaco; então ele os impediu de tomar a península de Lisboa pela construção de seus enormes trabalhos de terraplenagem, as Linhas de Torres Vedras, que tinham sido montadas em completo sigilo e teve flancos vigiados pela Marinha Real. As forças de invasão francesas ficaram perplexas e famintas, recuando após seis meses. A busca de Wellington foi frustrada por uma série de reveses infligidos pelo marechal Ney em uma campanha de retaguarda muito elogiada.

#### 1811
Em 1811, Masséna voltou para Portugal para render Almeida; Wellington controlou estritamente os franceses na Batalha de Fuentes de Oñoro. Ao mesmo tempo, seu subordinado, Visconde Beresford, lutou contra o "Exército do Sul" de Soult, levando a uma batalha sangrenta mútua na Batalha de Albuera em maio. Wellington foi promovido a general em 31 de julho por seus serviços. Os franceses abandonaram Almeida, escapando de perseguição britânica, mas mantiveram as fortalezas espanholas gêmeas de Ciudad Rodrigo e Badajoz, as 'chaves' guardando as estradas através das montanhas para a passagem a Portugal. Por suas ações para a causa portuguesa, a Wellesley foi conferido o título de Conde de Vimeiro, no Pariato de Portugal.

#### 1812

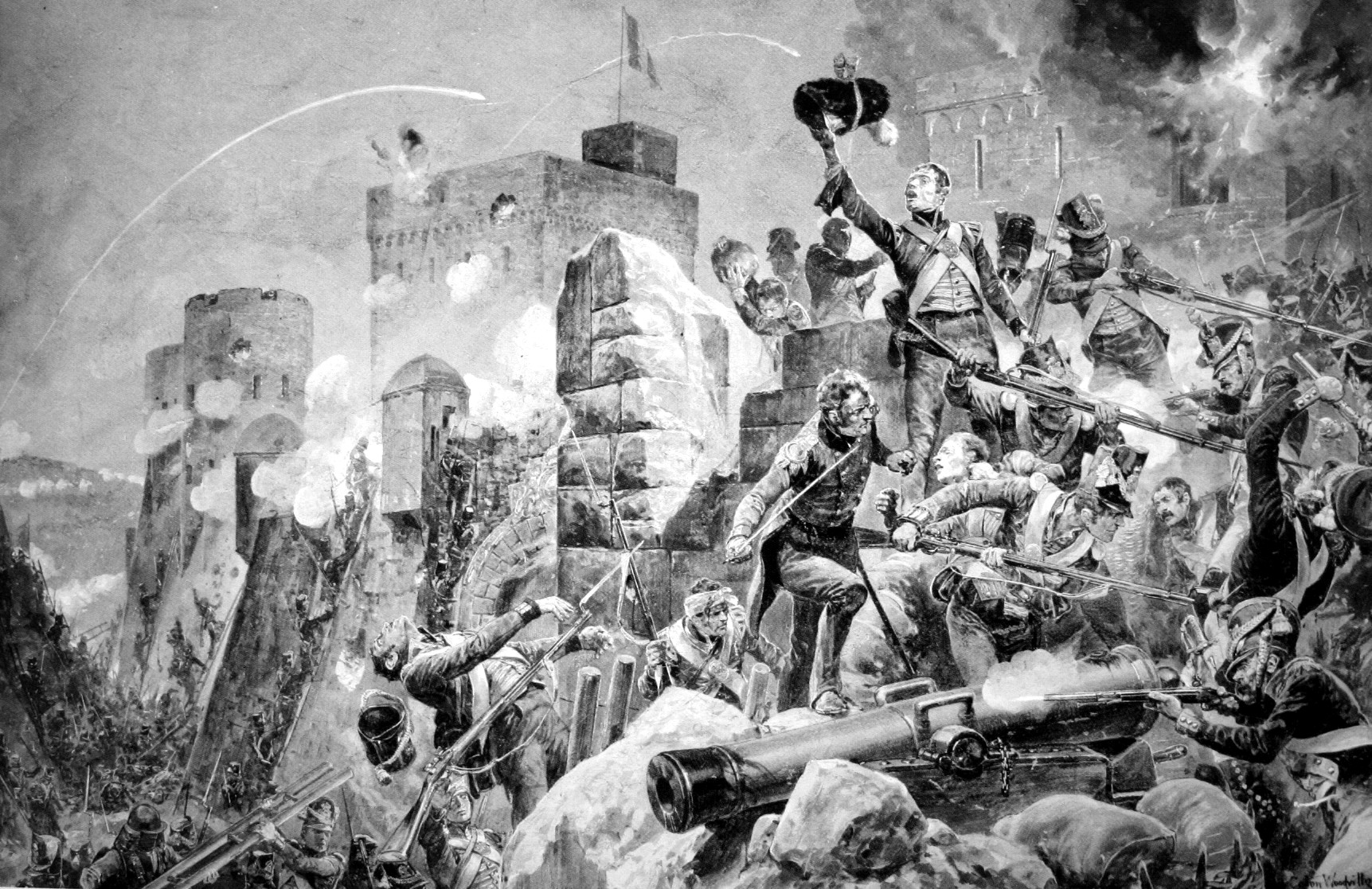
"The Devil's Own" - 88.º Regimento no Cerco de Badajoz. Aquarela em grisaille de Richard Caton Woodville Jr., 1908.

Em 1812, Wellington finalmente capturou Ciudad Rodrigo com um movimento rápido; como os franceses entraram em quartéis de inverno, atacaram-nos antes que pudessem reagir. Ele então se moveu para o sul rapidamente, cercou a fortaleza de Badajoz por um mês e capturaram-na durante uma noite sangrenta. Na visão após do ataque de Badajoz, Wellington perdeu a compostura e chorou ao ver a sangrenta carnificina.
Seu exército era agora uma força britânica veterana reforçada por unidades do Exército Português retreinadas. Na campanha na Espanha, ele derrotou os franceses na Batalha de Salamanca, aproveitando-se de um exército francês menor e desmobilizado. A vitória libertou a capital espanhola, Madri. Como recompensa, ele foi criado "Conde" e "Marquês de Wellington" e recebeu o comando de todos os exércitos aliados na Espanha. Também foi criado Duque de Ciudad Rodrigo e nomeado Grande de Espanha pelo rei Fernando VII da Espanha. Wellington tentou tomar a vital fortaleza de Burgos, que ligava Madri à França. Mas o fracasso, em parte devido à falta de armas de cerco, o obrigou a uma retirada precipitada com a perda de mais de 2 000 vítimas.
O franceses abandonaram Andaluzia e combinaram as tropas de Soult e Marmont. Assim combinados, os franceses puseram em desvantagem numérica aos ingleses, colocando as forças britânicas em uma posição precária. Wellington retirou seu exército e, juntando-se com os corpos menores comandados por Rowland Hill, começou a retirar-se para Portugal. O marechal Soult se recusou a atacar.
Em 1812, Wellesley foi agraciado com os títulos de Marquês de Torres Vedras e Duque da Vitória, ambos da nobreza portuguesa, por decreto da rainha Maria I de Portugal, por suas ações em nome da nação. Nesta época, a corte portuguesa estava no Rio de Janeiro, em segurança, do outro lado do Atlântico.

#### 1813

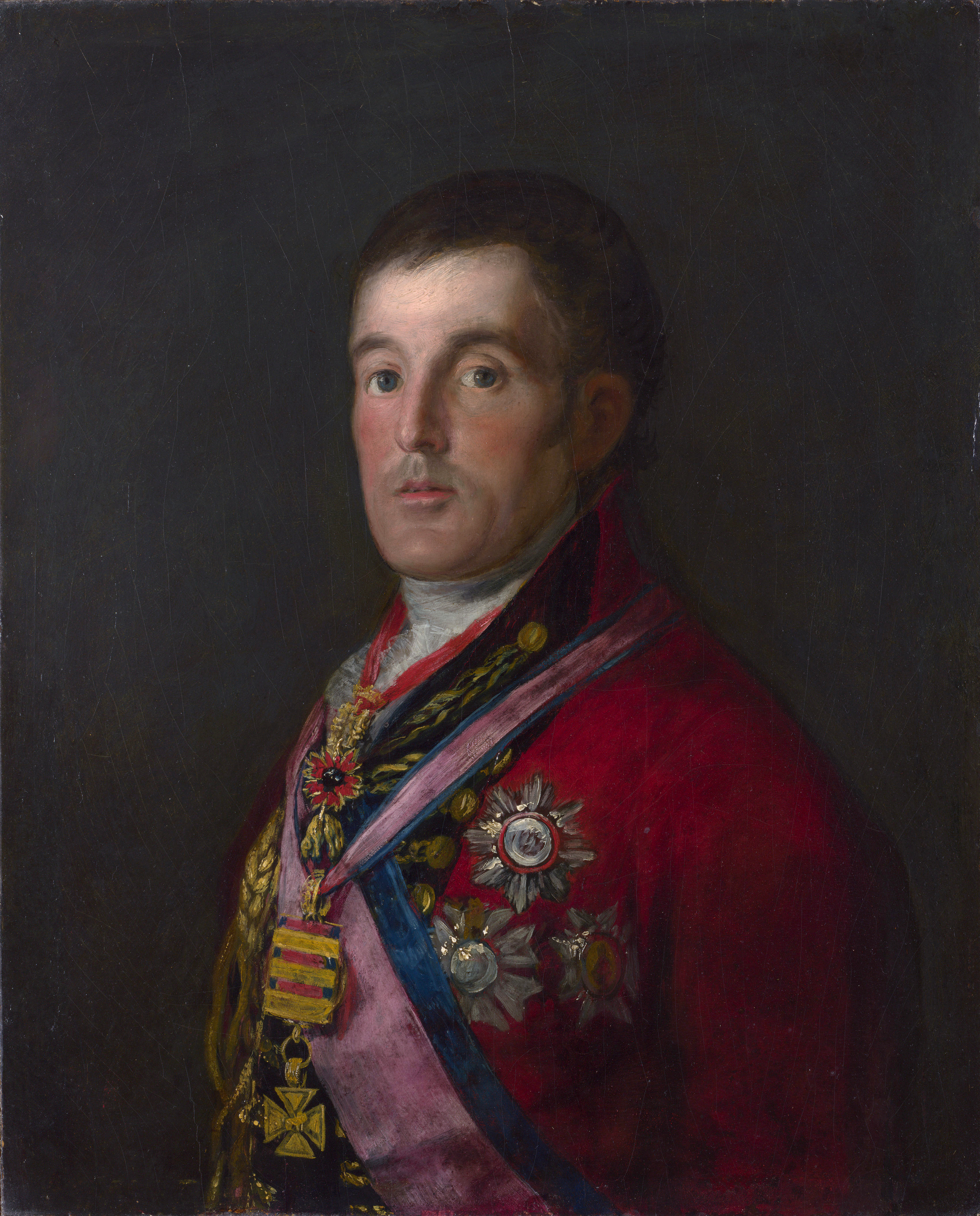
Duque de Wellington Por Francisco Goya, 1812–14 National Gallery.

Em 1813, Wellington liderou uma nova ofensiva, desta vez contra a linha francesa de comunicações. Ele golpeou pelas colinas ao norte de Burgos, Trás os Montes e mudou sua linha de fornecimento de Portugal para Santander, na costa norte de Espanha, o que levou os franceses a abandonarem Madri e Burgos. Continuando a flanquear as linhas francesas, Wellington encontrou e esmagou o exército do rei José Bonaparte na Batalha de Vitória, para o qual ele foi promovido a marechal de campo em 21 de junho. Ele conduziu pessoalmente uma coluna contra o centro francês, enquanto outras colunas eram comandados por sir Thomas Graham, Rowland Hill e o Conde de Dalhousie em torno da direita e da esquerda francesas (esta batalha tornou-se o tema da ópera 91 de Beethoven, "A Vitória de Wellington", para orquestra). As tropas britânicas romperam as fileiras para saquear as carroças francesas abandonadas em vez de perseguir o inimigo derrotado. Este brutal abandono da disciplina causou um enfurecimento a Wellington, que o levou a escrever um famoso expediente ao conde Bathurst, dizendo que "temos no serviço a escória da terra como soldados comuns".
Embora mais tarde, quando seu temperamento tinha esfriado, ele estendeu seu comentário para elogiar aos homens sob seu comando dizendo que, apesar de muitos dos homens serem "a escória da terra, o que é realmente maravilhoso é que devemos tê-los feito companheiros bons, como eles são".
Depois de tirar as pequenas fortalezas de Pamplona, Wellington investiu em San Sebastián, mas foi frustrado pela obstinada guarnição francesa, perdendo 693 mortos e 316 capturados em um ataque falho e suspendeu o cerco no fim de julho. A tentativa de alívio de Soult foi bloqueada pelo exército espanhol da Galiza, em San Marcial, permitindo que os aliados consolidassem a sua posição e apertassem o anel ao redor da cidade, que caiu em setembro, após uma corajosa segunda defesa. Wellington então forçou o desmoralizado e surrado exército de Soult a um retiro de combate na França, marcada por batalhas nos Pireneus, Bidasoa e Nivelle. Wellington invadiu o sudoeste francês, vencendo em Nive e Orthez. A batalha final de Wellington contra o seu rival Soult ocorreu em Toulouse, onde as divisões aliadas foram duramente atacadas assaltando redutos francesas, perdendo cerca de 4 600 homens. Apesar desta vitória momentânea, chegou a notícia da derrota e da abdicação de Napoleão e Soult, não vendo nenhuma razão para continuar a luta, concorda com um cessar-fogo com Wellington, permitindo a Soult evacuar a cidade.

#### Pós-guerra
Aclamado como o herói da conquista pelos britânicos, Wellington foi criado "Duque de Wellington", um título ainda detido por seus descendentes (como ele não voltou para a Inglaterra até a Guerra Peninsular acabar, ele foi agraciado com todas as suas patentes de nobreza em uma cerimônia única com duração de um dia inteiro). Embora Wellesley passasse quase seis anos lutando contra o exército francês a partir de Espanha e retirou José Bonaparte do trono espanhol, ele recebeu pouco reconhecimento na Espanha: a história, como ensinada nas escolas espanholas, minimiza a sua contribuição e a dos soldados britânicos e portugueses que lutaram com ele. Ele recebeu algum reconhecimento durante sua vida (o título de "Duque de Ciudad Rodrigo") e o rei espanhol Fernando VII permitiu-lhe manter parte das obras de arte da Coleção Real, que ele havia recuperado aos franceses. Apresenta seu retrato equestre destaque no Monumento à Batalha de Vitória, na atual Vitoria-Gasteiz.
Sua popularidade no Reino Unido foi devido à sua imagem e sua aparência, bem como de seus triunfos militares. Sua vitória se encaixa bem com a paixão e a intensidade do movimento romântico, com sua ênfase na individualidade. Seu estilo pessoal teve um impacto sobre a moda na Grã-Bretanha na época: sua figura alta e magra e seu chapéu preto de plumas e uniforme ainda clássico e calça branca tornou-se muito popular.
Ele foi nomeado embaixador na França, em seguida, tomou o lugar de Lorde Castlereagh como primeiro plenipotenciário no Congresso de Viena, onde ele defendia fortemente que a França mantivesse seu lugar no equilíbrio de poder europeu. Em 2 de janeiro de 1815, o seu título de Cavaleiro do Banho foi convertido em Cavaleiro da Grande Cruz sobre a expansão dessa ordem.

### Campanha de Waterloo
Em 26 de fevereiro de 1815, Napoleão escapou de Elba e retornou para a França. Ele recuperou o controle do país em maio e enfrentou uma aliança renovada contra ele. Wellington deixou Viena para o que ficou conhecido como a Campanha de Waterloo. Ele chegou à Bélgica para assumir o comando do exército britânico-alemão e seus aliados belgo-holandeses, todos estacionados ao lado das forças prussianas de Gebhard Leberecht von Blücher.
A estratégia de Napoleão era isolar os aliados e os exércitos prussianos, e aniquilar cada um deles separadamente antes de os austríacos e russos chegarem. Ao fazê-lo, a grande superioridade em números da Coalizão seria muito diminuída. Ele, então, buscaria a possibilidade de uma paz com a Áustria e a Rússia.
Os franceses invadiram a Bélgica, derrotaram os prussianos em Ligny e lutaram uma batalha indecisa com Wellington na batalha de Quatre Bras. Estes acontecimentos levaram o exército anglo-aliado a retirar-se para um cume na estrada de Bruxelas, ao sul da pequena cidade de Waterloo. Em 17 de junho, uma chuva torrencial dificultou o movimento. No dia seguinte, em 18 de junho, a Batalha de Waterloo foi travada. Esta foi a primeira vez que Wellington tinha encontrado Napoleão, e ele comandou um exército anglo-germano-holandês, que consistiu em cerca de 73 mil soldados, 26 mil (36 por cento) dos quais eram britânicos.

#### Batalha

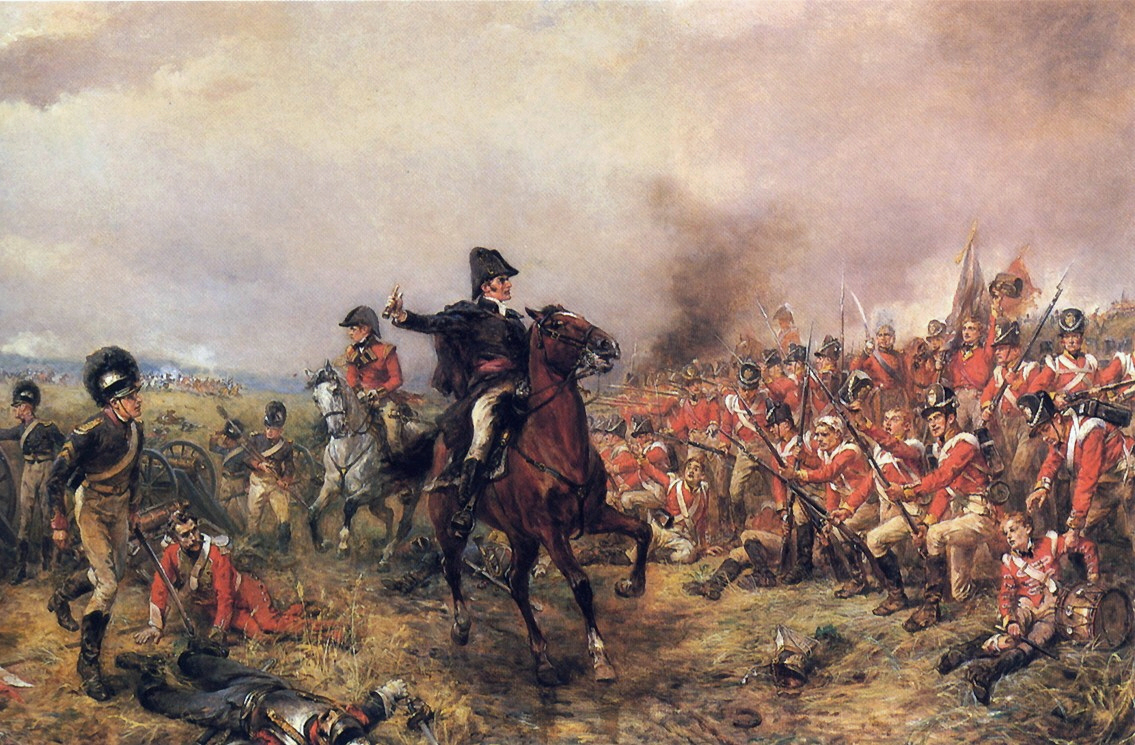
Wellington at Waterloo Por Robert Alexander Hillingford.

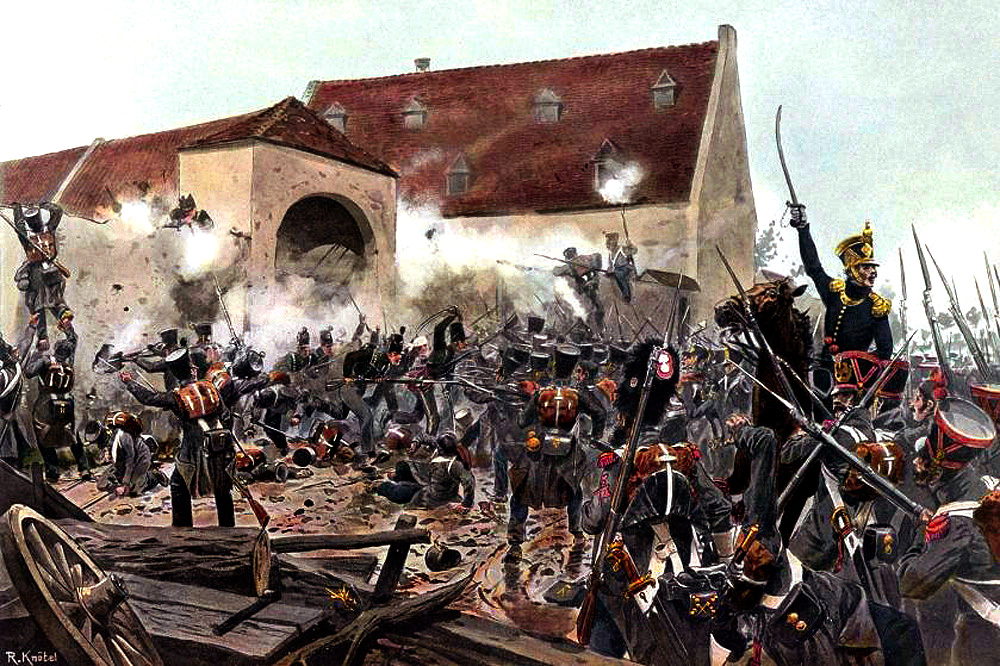
A tempestade de La Haye Sainte Por Richard Knötel.

A batalha de Waterloo começou com um ataque diversionário em Hougoumont por uma divisão de soldados franceses. Depois de uma barragem de 80 canhões o primeiro ataque da infantaria francesa foi lançada pelo I Corps do Comte D'Erlon. As tropas de D'Erlon avançaram pelo centro dos Aliados, resultando em tropas aliadas em frente ao cume recuando em desordem pela posição principal. O I Corps atacou a posição aliada mais fortificada, La Haye Sainte, mas não conseguiu levá-la. Uma divisão aliada sob Thomas Picton encontrou o restante das tropas de D'Erlon, envolvendo-os em um duelo de infantaria em que Picton caiu. Durante esta luta Lorde Uxbridge lançou duas de suas brigadas de cavalaria contra o inimigo, pegando a infantaria francesa de surpresa, levando-os para o fundo da encosta, e capturando duas Águias Imperiais Francesas. A carga, no entanto, atingida por si mesmo e a cavalaria britânica, esmagada por cavaleiros franceses lançados contra eles por Napoleão, foram rechaçadas, sofrendo grandes perdas.
Um pouco antes das 16h, o marechal Ney observou um aparente êxodo do centro de Wellington. Ele confundiu o movimento de baixas para a parte traseira para o início de uma retirada, e procurou explorá-la. Ney nessa época tinha poucas reservas de infantaria para a esquerda, como a maioria da infantaria tinha sido atacada, quer pelo ataque fútil em Hougoumont ou para a defesa da direita francesa. Portanto, Ney tentou quebrar o centro de Wellington com uma carga de cavalaria solitária.
Por volta das 16h30, o primeiro corpo prussiano chegou. Comandado por Freiherr von Bülow, o IV Corpo chegou com o ataque da cavalaria francesa numa avalanche completa. Bülow mandou a 15.ª Brigada para a ligação com o flanco esquerdo de Wellington na área de Frichermont-La Haie enquanto a bateria de artilharia a cavalo da brigada e artilharia adicional da brigada implantaram à sua esquerda em apoio. Napoleão enviou a tropa de Lobau para interceptar o resto do IV Corpo de Bülow saindo de Plancenoit. A 15.ª Brigada das tropas de Lobau recuaram para a área de Plancenoit. A 16.ª Brigada de Von Hiller também empurrou para a frente, com seis batalhões contra Plancenoit. Napoleão tinha despachado todos os oito batalhões da Guarda Jovem para reforçar Lobau, que agora estava seriamente pressionado pelo inimigo. A Guarda Jovem de Napoleão contra-atacou e, depois de uma luta muito dura, garantiu Plancenoit, mas eles próprios foram contra-atacados e expulsos. Napoleão então recorreu ao envio de dois batalhões da Meia e da Velha Guarda em Plancenoit e após uma luta feroz, recapturaram a aldeia.
A cavalaria francesa atacou as praças de infantaria britânicas muitas vezes, cada um a custo pesado para os franceses, mas com poucas baixas britânicas. O próprio Ney foi deslocado de seu cavalo por quatro vezes. Eventualmente, tornou-se óbvio, mesmo para Ney, que a cavalaria sozinha estava alcançando poucos resultados. Tardiamente, ele organizou um ataque de armas combinadas, usando a divisão de Bachelu e o regimento da divisão de Foy do II Corpo do Reille mais a cavalaria francesa que permaneceu em um estado apto para lutar de Tissot. Este ataque foi dirigido ao longo de grande parte da mesma rota que os ataques de cavalaria pesada anteriores.

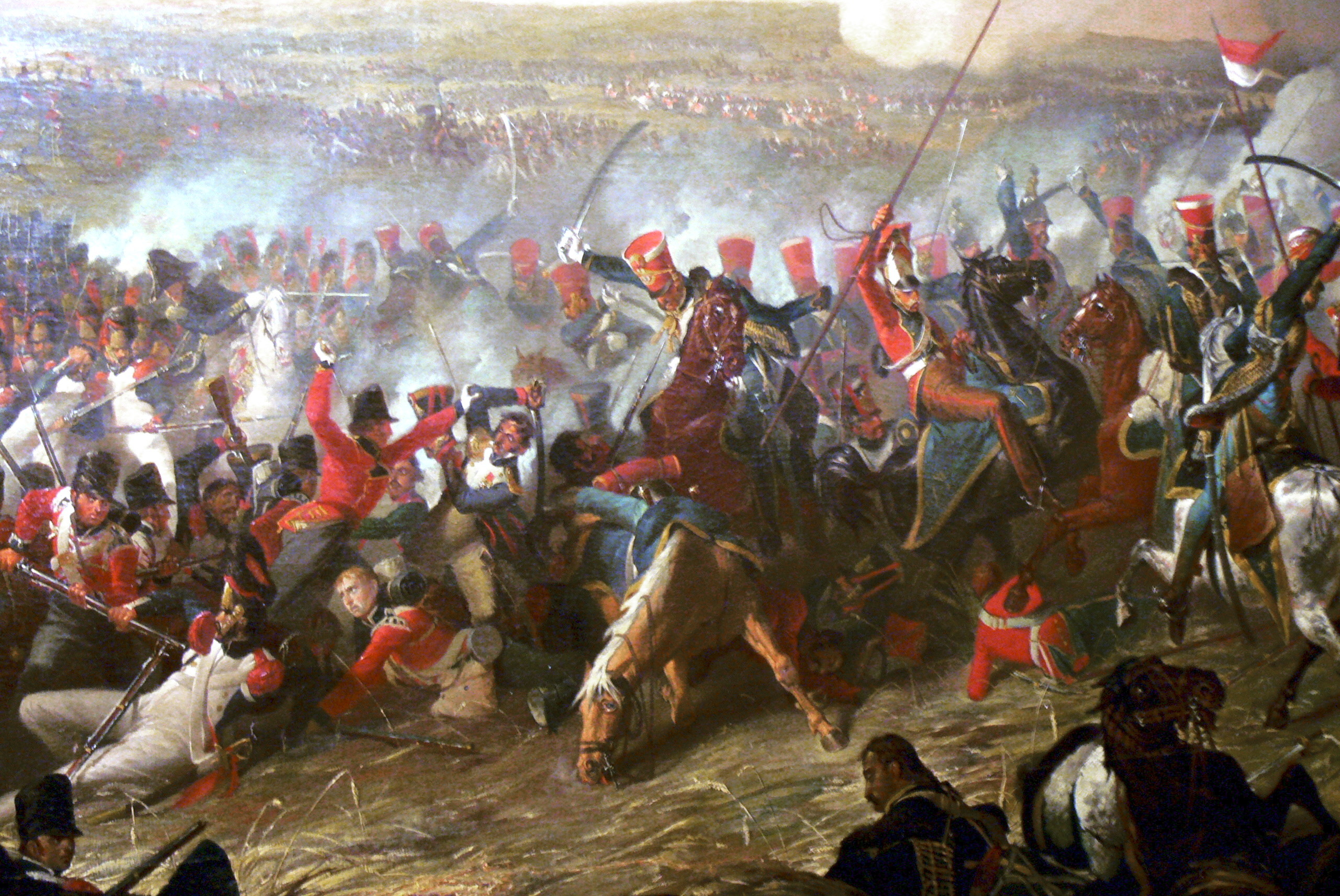
10.ª Brigada de Hussardos de Vivian (quepe vermelho - uniforme azul) atacando as tropas francesas mistas, incluindo uma praça de granadeiros da Guarda (esquerda, meia distância) nas fases finais da batalha.

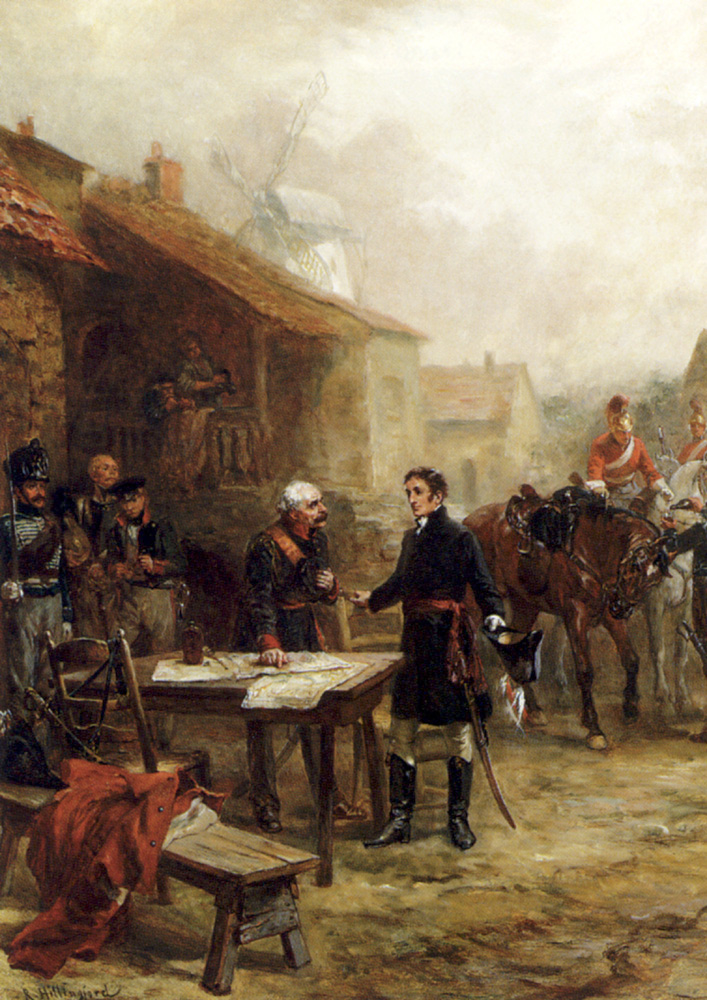
Wellington e Blucher reunidos antes da Batalha de Waterloo
Por Robert Alexander Hillingford.

Enquanto isso, em aproximadamente o mesmo tempo que o ataque de armas combinadas de Ney no centro-direita da linha de Wellington, Napoleão ordenou a Ney capturar La Haye Sainte a qualquer custo. Ney conseguiu isso com o que restava da tropa de D'Erlon logo após as 18h. Ney, em seguida, moveu-se de artilharia a cavalo em direção ao centro de Wellington e começou a destruir as praças de infantaria de curto alcance com metralha. Este ataque destruiu o 27th (Inniskilling) Regiment, e os 30.º e 73.º Regimentos sofreram pesadas perdas que eles tiveram que se combinar para formar um quadrado viável. O centro de Wellington estava agora à beira do colapso e aberto para um ataque francês. Felizmente para Wellington, as tropas de Pirch e Zieten do exército prussiano agora estavam próximas. As tropas de Zieten permitiram as duas novas brigadas de cavalaria de Vivian e Vandeleur na extrema esquerda de Wellington serem movidas e colocadas atrás do centro esgotado. A tropa de Pirch então passou a apoiar Billow e juntos eles recuperaram a posse de Plancenoit, e mais uma vez a estrada Charleroi foi varrida por balas prussianas. O valor desse reforço, neste momento particular dificilmente pode ser superestimada.
O exército francês agora ferozmente atacou a coalizão em toda a linha com o ponto culminante sendo alcançado quando Napoleão enviou para a frente a Guarda Imperial às 19h30. O ataque dos Guardas Imperiais foi montado por cinco batalhões da Meia Guarda, e não pelo Granadeiros ou Chasseurs da Velha Guarda. Marchando através de uma saraivada de metralha e fogo escaramuçador e severamente em desvantagem numérica, os 3 mil ou menos da Meia Guarda avançaram para a oeste de La Haye Sainte e começaram a separar-se em três forças de ataque distintos. Um deles, que consistia em dois batalhões de granadeiros, derrotou a primeira linha da coligação e marchou adiante. A divisão holandesa relativamente nova de Chassé foi enviada contra eles e a artilharia aliada disparou no flanco dos granadeiros. Isso ainda não conseguia parar o avanço da guarda, assim Chassé ordenou a sua primeira brigada para carregar sobre a desvantagem numérica francesa, que vacilou e quebrou.
Mais a oeste, 1 500 Foot Guards britânicos sob o comando de Maitland estavam abaixados para se protegerem da artilharia francesa. Como dois batalhões de Chasseurs se aproximaram, a segunda frente de ataque da Guarda Imperial, os guardas de Maitland levantaram-se e devastou-os com rajadas diretas. Os chasseurs desenvolveram o contra-ataque, mas começaram a vacilar. Uma carga de baionetas dos Foot Guards os quebraram. O terceiro grupo, um batalhão Chasseur novo, agora veio em apoio. Os guardas britânicos se retiraram com os chasseurs em perseguição, mas estes últimos foram interrompidos pela 52.ª Infantaria Leve, que virou em linha em seu flanco e verteu um incêndio devastador para eles e, em seguida, atacou. Sob este ataque eles também quebraram.
A última guarda recuou precipitadamente. Uma onda de pânico atravessou as linhas francesas quando a surpreendente notícia se espalhou: "La Garde recule. Sauve qui peut!" ("A Guarda recuou. Salve-se quem puder!"). Wellington, em seguida, montado, acenou com o seu chapéu no ar para sinalizar um avanço da linha aliada, assim, os prussianos foram invadindo as posições francesas para o leste. O que restou do exército francês, em seguida, abandonou o campo em desordem. Wellington e Blücher encontram-se na estalagem da fazenda La Belle Alliance, na estrada norte-sul, que dividia o campo de batalha, e foi acordado que os prussianos deveriam perseguir o exército francês forçando o seu recuo de volta para a França. O Tratado de Paris foi assinado em 20 de novembro de 1815.

#### Controvérsia
Muitas discussões históricas tem sido feitas sobre a decisão de Napoleão de enviar 33 mil soldados sob o marechal Grouchy para interceptar os prussianos, mas, depois de ter derrotado Blücher em Ligny em 16 de junho e obrigar os aliados a recuarem em divergentes sentidos, Napoleão pode ter sido estrategicamente astuto em um julgamento que ele não teria sido capaz de vencer as forças aliadas combinadas em um campo de batalha. Aposta estratégica comparável foi a de Wellington, em deixar 17 000 tropas e artilharia, principalmente holandeses e belgas, a 8,1 milhas (13 km) de distância em Halle, ao noroeste de Mont-Saint-Jean, em caso de avanço francês até à estrada de Mons-Hal-Bruxelas.

## Carreira política

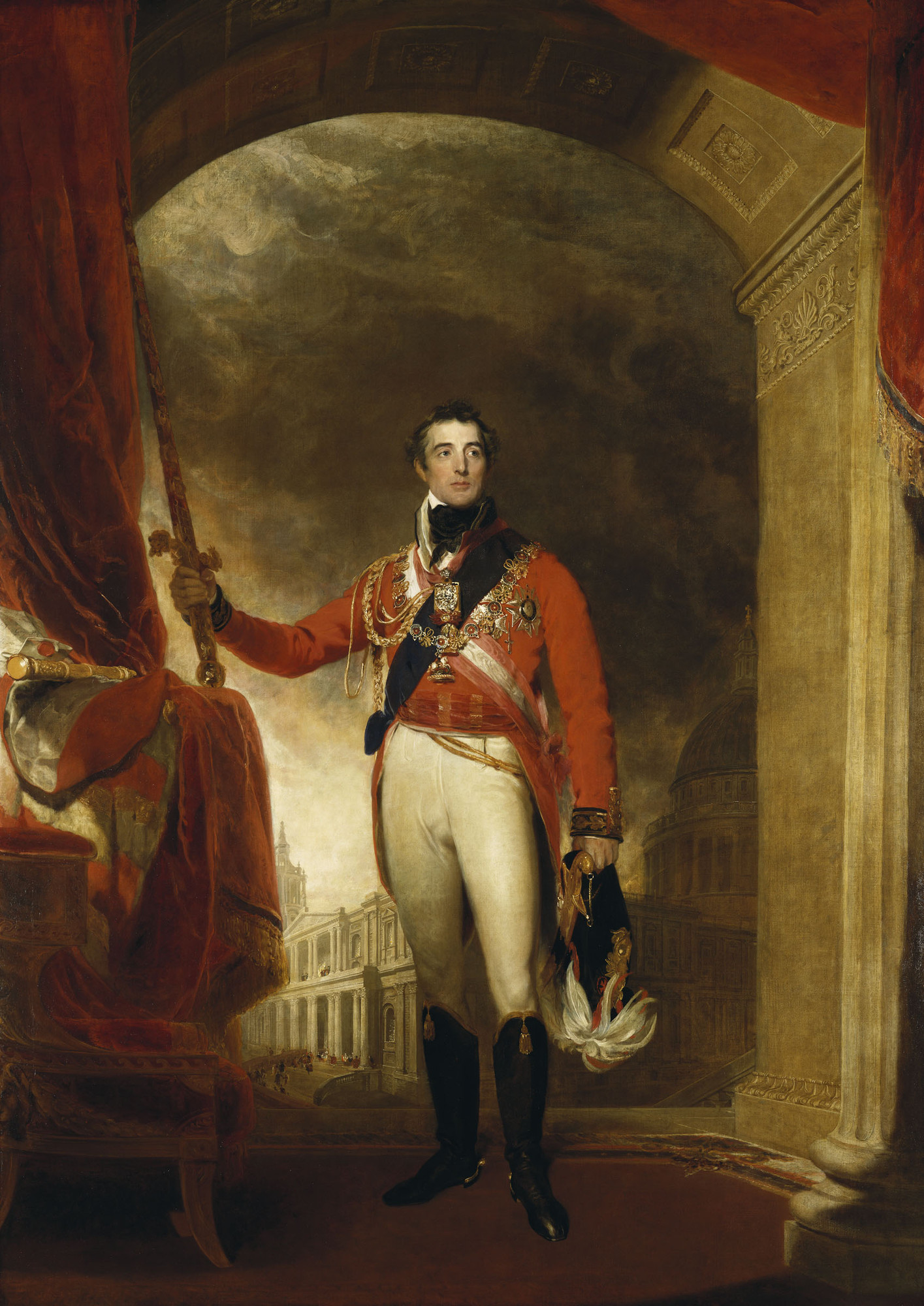
As vitórias militares do duque de Wellington, o "duque de ferro", nas Guerras Napoleônicas favoreceram sua ascensão aos mais altos cargos do governo britânico.

Wellington entrou na política novamente, quando foi nomeado Mestre-Geral da Ordenança no governo Tory de Lorde Liverpool em 26 de dezembro de 1818. Ele também tornou-se governador de Plymouth em 9 de outubro de 1819. Ele foi nomeado comandante-em-chefe do exército britânico em 22 de janeiro de 1827 e Condestável da Torre de Londres, em 5 de fevereiro de 1827.

### Primeiro-ministro
Junto com Robert Peel, Wellington tornou-se um membro cada vez mais influente do partido Tory, e em 1828 ele renunciou ao cargo de comandante-em-chefe e tornou-se o primeiro-ministro do Reino Unido.
Durante os seus primeiros sete meses como primeiro-ministro, ele optou por não morar na residência oficial em 10 Downing Street, achando muito pequeno. Mudou-se apenas porque a sua própria casa, a Apsley House, precisava de necessárias remodelações. Durante este tempo ele foi em grande parte instrumental na fundação da King's College de Londres. Em 20 de janeiro de 1829, Wellington foi nomeado Lorde Guardião dos Cinque Ports. Como primeiro-ministro, Wellington era conservador, temendo que a anarquia da Revolução Francesa se espalhasse para o Reino Unido.

### Emancipação católica
O destaque de seu mandato foi a Emancipação Católica, a concessão de direitos civis quase completos para os católicos no Reino Unido. A mudança foi motivada pela esmagadora vitória na eleição parcial de Daniel O'Connell, um proponente católico irlandês da emancipação, que foi eleito apesar de não ser legalmente permitido assentar-se no parlamento.

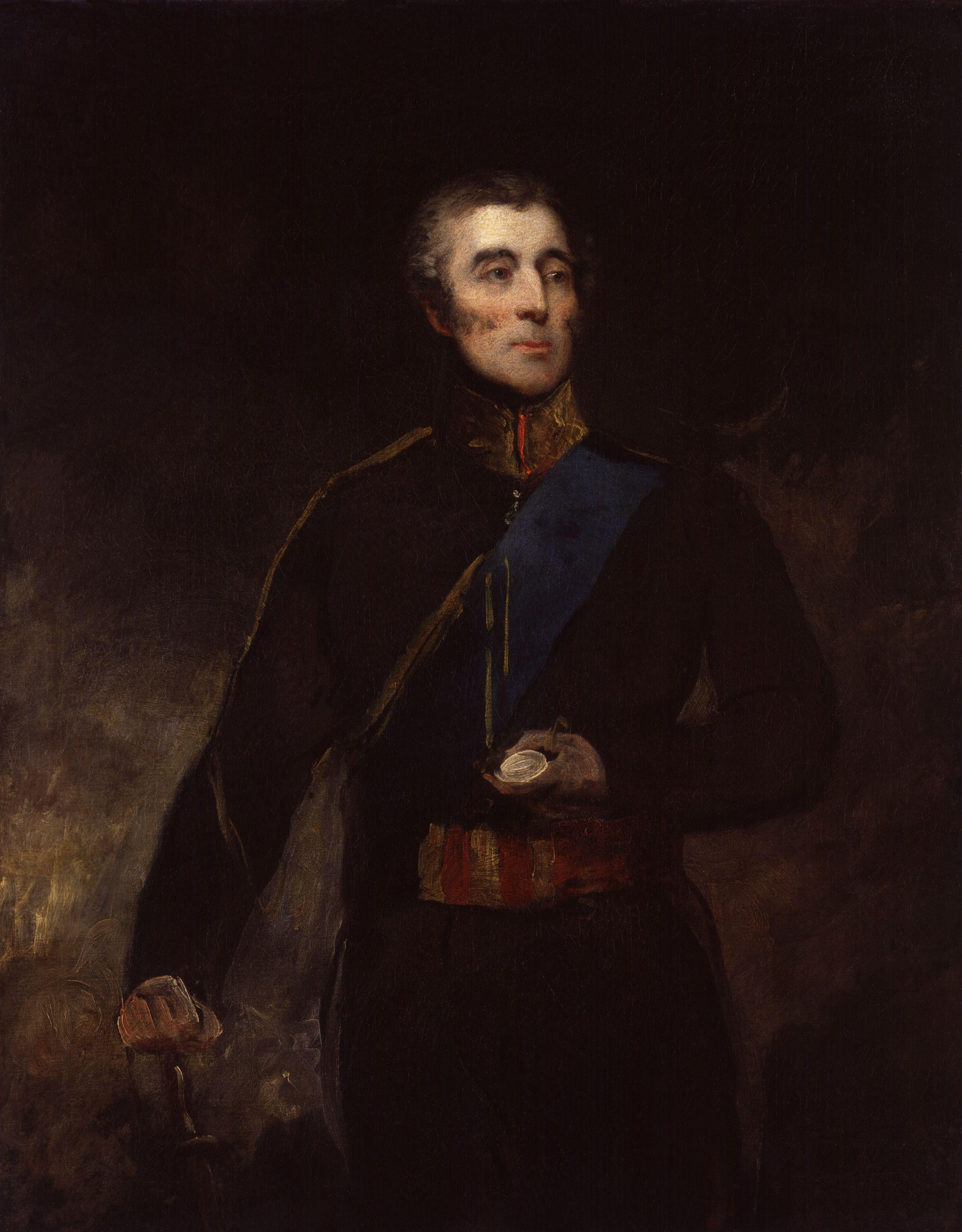
Arthur Wellesley, 1.º Duque de Wellington Por John Jackson, 1830–31National Portrait Gallery.

Na Câmara dos Lordes, enfrentando forte oposição, Wellington falou pela Emancipação Católica, fazendo um dos melhores discursos de sua carreira. Ele era irlandês, e mais tarde governou o país, por isso teve alguma compreensão das queixas das comunidades católicas de lá, como secretário-geral, ele tinha dado o compromisso de que as leis penais remanescentes só seriam aplicadas como "levemente" possível. A Roman Catholic Relief Act 1829 foi aprovada com uma maioria de 105. Muitos conservadores votaram contra a lei, e passou apenas com a ajuda dos whigs. Wellington ameaçou renunciar ao cargo de primeiro-ministro, se o rei Jorge IV não desse sua aprovação real.
O Conde de Winchilsea acusou o duque por "um projeto insidioso pela violação de nossas liberdades e da introdução do papado em cada departamento do Estado". Wellington respondeu imediatamente desafiando Winchilsea para um duelo. Em 21 de março de 1829, Wellington e Winchilsea reuniram-se nos campos de Battersea. Quando chegou a hora de disparar, o Duque mirou e Winchilsea manteve o braço para baixo. O duque atirou longe para a direita. As crônicas diferem quanto a se ele errou de propósito; Wellington, conhecido por sua má pontaria, alegou que ele assim o fez, outros relatórios mais simpáticos ao Winchilsea alegam que ele tinha atirado para matar. Winchilsea não disparou, um plano que ele e seu auxiliar quase certamente decidiram antes do duelo. A honra foi salva e Winchilsea escreveu um pedido de desculpas a Wellington.
O apelido "Iron Duke" ("Duque de Ferro") se origina a partir deste período, quando ele experimentou um alto grau de impopularidade pessoal e política. Seu uso repetido no Freeman's Journal ao longo de junho de 1830 parece ter referência na sua firme vontade política, com máculas de desaprovação de seus editores irlandeses. Sua residência em Apsley House foi alvejada por uma multidão de manifestantes em 27 de abril de 1831 e novamente em 12 de outubro, deixando as janelas quebradas. Persianas de ferro foram instalados em junho de 1832 para evitar mais danos por multidões furiosas sobre a rejeição do Projeto de Reforma, que ele sempre se opôs.
O governo de Wellington caiu em 1830. No verão e no outono do mesmo ano, uma onda de motins varreu o país. Os whigs tinham ficado fora do poder na maioria dos anos desde a década de 1770, e disse que a reforma política seria a resposta à inquietação como a chave para o seu retorno. Wellington ficou preso à política tory de nenhuma reforma e nenhuma expansão do sufrágio, e como resultado, perdeu um voto de confiança em 15 de novembro de 1830.

### A lei da Reforma

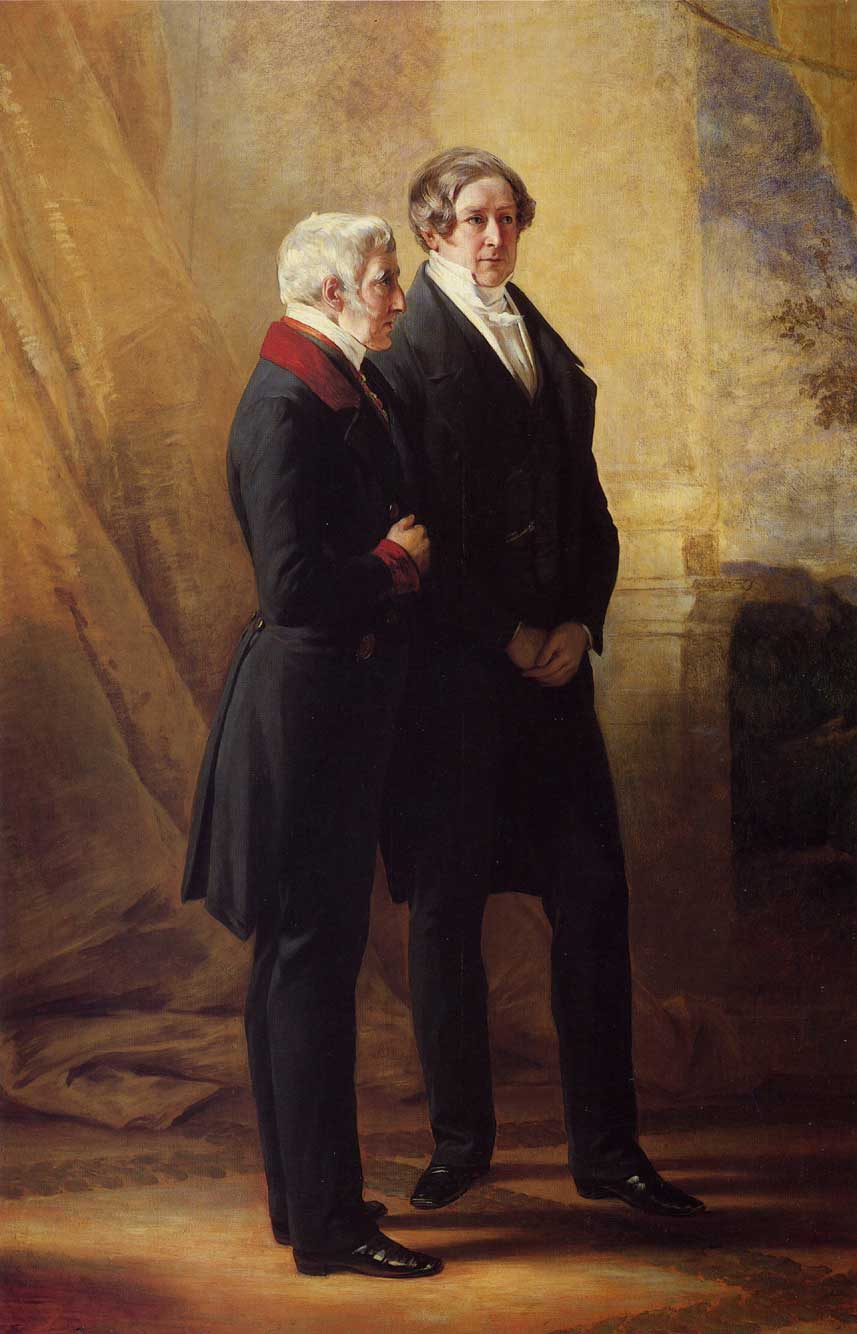
O Duque de Wellington e Sir Robert Peel, 1844.

Os whigs introduziram a primeira Reform Bill, enquanto Wellington e os tories trabalharam para impedir sua passagem. A lei foi aprovada na Câmara dos Comuns britânica, mas foi derrotada na Câmara dos Lordes. Uma eleição seguiu e em resposta os whigs retomaram o poder com uma maioria ainda maior. Uma segunda Reform Act foi introduzida e derrotada da mesma forma, e outra onda de insurreição varreu o país. Durante este tempo, Wellington foi saudado por uma reação hostil das multidões na abertura da Liverpool and Manchester Railway. O governo whig caiu em 1832 e Wellington foi incapaz de formar um governo tory, em parte por causa de uma corrida ao Banco da Inglaterra. Isso não deixou ao rei Guilherme IV outra escolha a não ser restaurar o Conde Grey para a Gabinete. Assim, o projeto de lei foi aprovado pela Câmara dos Lordes após o rei ameaçar encher a Casa com pares whig recém-criados se não o fosse. Wellington nunca se adaptou a essa mudança; quando o parlamento pela primeira vez após a primeira eleição sob a reforma, Wellington teria dito: "Eu nunca vi tantos chocantes agitadores em minha vida".

### Emancipação judaica
Durante o debate sobre a Jewish Civil Disabilities Repeal Bill, Wellington, que se opôs ao projeto, afirmou no Parlamento, em 1 de agosto de 1833: "... este é um país cristão e uma legislatura cristã, e que o efeito desta medida seria retirar esse caráter peculiar." E "Não vejo base alguma para passar o projeto, e deve, por conseguinte, votar contra ela." O projeto de lei foi derrotado, com 104 votos contra e 54 a favor.

### Governo conservador
Wellington foi gradualmente substituído como líder dos tories por Robert Peel, enquanto o partido evoluiu para os conservadores. Quando os conservadores voltaram ao poder em 1834, Wellington se recusou a tornar-se primeiro-ministro e Peel foi escolhido em seu lugar. No entanto, Peel estava na Itália naquela época, e durante três semanas em novembro e dezembro de 1834, Wellington atuou como líder interino, tendo as responsabilidades do primeiro-ministro e da maioria dos outros ministérios. No primeiro governo de Peel (1834-1835), Wellington tornou-se ministro das relações exteriores, enquanto que no segundo (1841-1846) era um ministro sem pasta e líder da Câmara dos Lordes. Wellington foi também reeleito comandante-em-chefe do Exército Britânico em 15 de agosto de 1842 após a renúncia de Lorde Hill.

## Casamento e descendência
Wellesley e Kitty Pakenham se casaram em Dublin em 10 de abril de 1806. O casamento viria a revelar-se insatisfatório e os dois passariam anos separados, enquanto Wellesley estava em campanha. Desse relacionamento tiveram dois filhos:
- Arthur Richard Wellesley (3 de fevereiro de 1807 – 13 de agosto de 1884), casou com lady Elizabeth Hay, sem descendência;
- Charles Wellesley (6 de janeiro de 1808 – 9 de outubro de 1858), casou com Augusta Sophia Anne Pierrepont, com descendência.

## Retiro

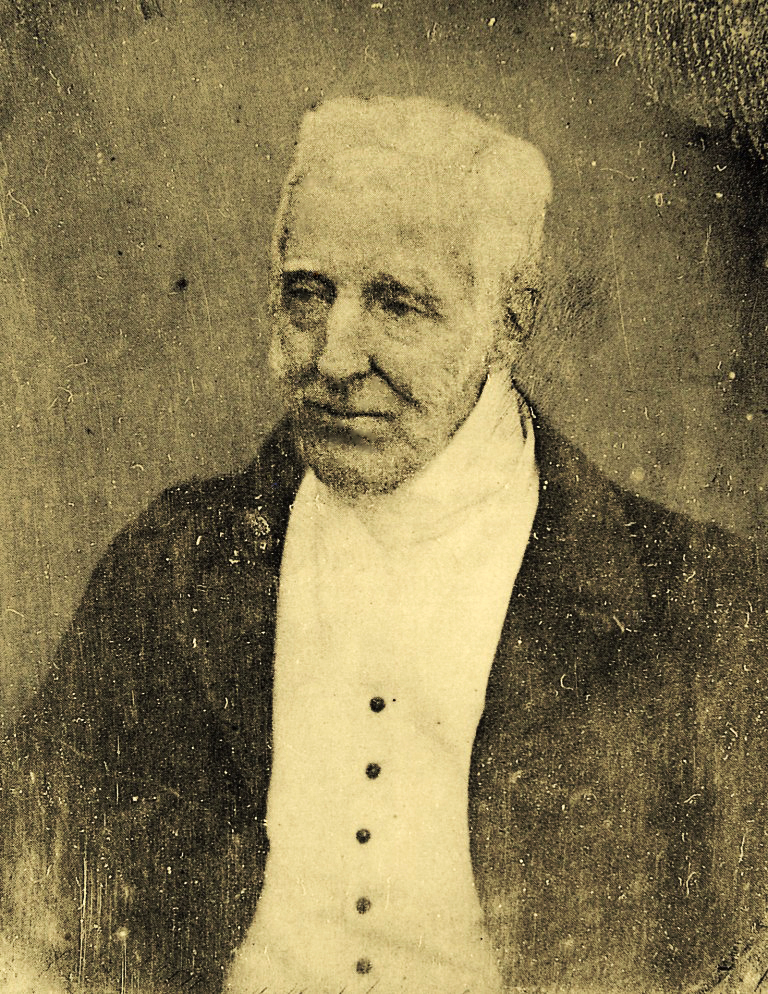
Duque de Wellington, quando tinha 74 ou 75 anos Daguerreótipo por Antoine Claudet, 1844.

Wellington se aposentou da vida política em 1846, embora ele permanecesse comandante em chefe, e voltou rapidamente para a ribalta em 1848, quando ele ajudou a organizar uma força militar para proteger Londres durante esse ano de revoluções na Europa.
O Partido Conservador tinha se dividido sobre a revogação das Corn Laws em 1846, com Wellington e a maioria do antigo gabinete ainda apoiando Robert Peel, mas a maioria dos deputados liderados por Lorde Derby apoiava uma postura protecionista. No início de 1852 Wellington, então muito surdo, deu ao primeiro governo de Derby seu apelido, gritando: "Quem? Quem?" (Who? Who?) quando a lista de inexperientes ministros do gabinete era lida na Câmara dos Lordes.
Wellesley se tornou Chief Ranger and Keeper da Hyde Park e da St. James's Park em 31 de agosto de 1850. Ele também era coronel do 33rd Regiment of Foot desde 1 de fevereiro de 1806 e coronel da Grenadier Guards desde 22 de janeiro de 1827.
Kitty morreu de câncer em 1831; apesar de suas relações infelizes, Wellington ficou triste com sua morte, segundo se relata. Ele encontrou consolo para seu casamento infeliz em sua amizade calorosa com a diarista Harriet Arbuthnot, esposa de seu colega Charles Arbuthnot. A morte de Harriet na epidemia de cólera de 1834 era um golpe quase tão grande para Wellington como era para o marido dela. Os dois viúvos passaram seus últimos anos em conjunto na Aspley House.

### Morte e funeral
Wellington morreu em 14 de setembro de 1852, aos 83 anos, em consequência de um acidente vascular cerebral que culminou em uma série de ataques epiléticos. Embora em vida ele odiasse viagens de trem (depois de testemunhar a morte de William Huskisson, uma das primeiras vítimas de acidentes de trem), seu corpo foi levado por via ferroviária para Londres, onde foi dado um funeral de Estado, em que apenas um punhado de súditos britânicos foram homenageados dessa forma (outros exemplos são Lorde Nelson e Winston Churchill) e o último funeral de Estado heráldico realizado na Grã-Bretanha. O funeral ocorreu em 18 de novembro de 1852. Em seu funeral não havia quase nenhum espaço para ficar por causa do número de pessoas presentes, e os elogios efusivos dado a ele em "Ode sobre a morte do duque de Wellington" de Tennyson atesta a sua estatura no momento da sua morte. Ele foi enterrado em um sarcófago de luxulianita na Catedral de São Paulo ao lado de Lorde Nelson.

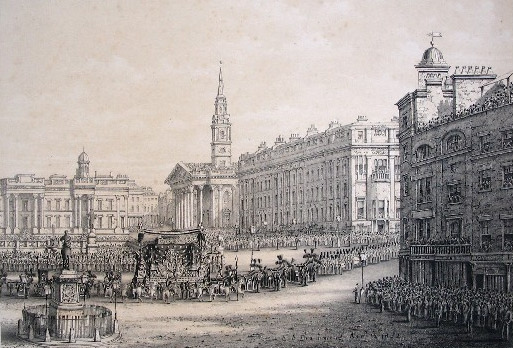
A procissão de funeral do Duque de passagem na Trafalgar Square.

O caixão do Wellington foi decorado com as bandeiras que foram feitas para o seu funeral. Originalmente, havia uma da Prússia, que foi removida durante a Primeira Guerra Mundial e nunca reintegrada.
A maior parte do livro A Biographical Sketch of the Military and Political Career of the Late Duke of Wellington por Joseph Drew, proprietário de jornal de Weymouth, é um relato contemporâneo detalhado de sua morte e do funeral.
Depois de sua morte jornais irlandeses e ingleses discutiam se Wellington tinha nascido um irlandês ou inglês. Durante sua vida, ele abertamente não gostava de ser referido como um "irlandês".
Devido às suas ligações com Wellington, como ex-comandante e coronel do regimento, o nome "33rd (The Duke of Wellington's) Regiment" foi dado ao 33rd Regiment of Foot, em 18 de junho de 1853 (o 38.º aniversário da Batalha de Waterloo) pela Rainha Vitória.
Em seu funeral o estilo de Wellesley foi assim proclamado (em inglês, definidos na seguinte ordem e formato no London Gazette):
| “ | Arthur, Duke and Marquess of Wellington, Marquess Douro, Earl of Wellington, Viscount Wellington and Baron Douro, Knight of the Most Noble Order of the Garter, Knight Grand Cross of The Most Honourable Order of the Bath, One of Her Majesty's Most Honourable Privy Council, and Field Marshal and Commander-in-Chief of Her Majesty's Forces. Field Marshal of the Austrian Army, Field Marshal of the Hanoverian Army, Field Marshal of the Army of the Netherlands, Marshal-General of the Portuguese Army, Field Marshal of the Prussian Army, Field Marshal of the Russian Army, and Captain-General of the Spanish Army. Prince of Waterloo, of the Kingdom of the Netherlands, Duke of Ciudad Rodrigo and Grandee of Spain of the First Class. Duke of Victoria, Marquess of Torres Vedras, and Count of Vimiera in Portugal. Knight of the Most Illustrious Order of the Golden Fleece, and of the Military Orders of St. Ferdinand and of St. Hermenigilde of Spain. Knight Grand Cross of the Orders of the Black Eagle and of the Red Eagle of Prussia. Knight Grand Cross of the Imperial Military Order of Maria Teresa of Austria. Knight of the Imperial Orders of St. Andrew, St. Alexander Newski, and St. George of Russia. Knight Grand Cross of the Royal Portuguese Military Order of the Tower and Sword. Knight Grand Cross of the Royal and Military Order of the Sword of Sweden. Knight of the Order of St. Esprit of France. Knight of the Order of the Elephant of Denmark. Knight Grand Cross of the Royal Hanoverian Guelphic Order. Knight of the Order of St. Januarius and of the Military Order of St. Ferdinand and of Merit of the Two Sicilies. Knight Grand Cross of the Supreme Order of the Annunciation of Sardinia. Knight Grand Cross of the Royal Military Order of Maximilian Joseph of Bavaria. Knight of the Royal Order of the Rue Crown of Saxony, Knight Grand Cross of the Order of Military Merit of Wurtemberg. Knight Grand Cross of the Military Order of William of the Netherlands. Knight of the Order of the Golden Lion of Hesse Cassel, and Knight Grand Cross of the Orders of Fidelity and of the Lion of Baden. | ” |

## Personalidade

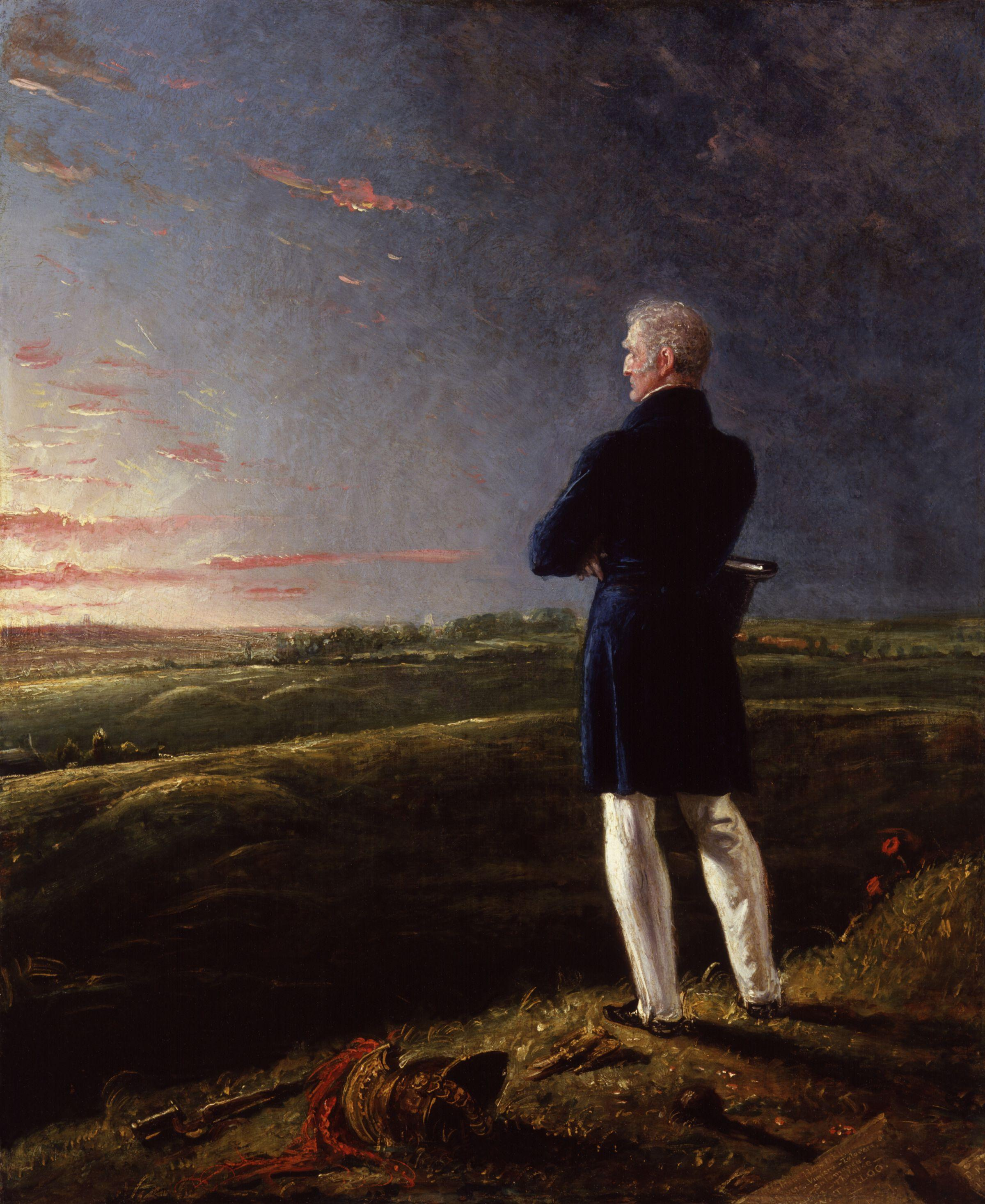
Wellington meditando sobre o campo de Waterloo Por Benjamin Robert Haydon, óleo sobre tela de 1839 National Portrait Gallery.

Wellington sempre se levantou de madrugada, ele "não podia suportar ficar acordado na cama", mesmo que o exército não estivesse em marcha. Mesmo quando ele retornou à vida civil depois de 1815, ele dormia em uma cama de acampamento - o que reflete a sua falta de consideração pelo conforto - que permanece em exibição no Castelo de Walmer. O general Miguel Ricardo de Álava se queixou de que Wellington disse tantas vezes que o exército marcharia "ao amanhecer" e jantaria "carne fria", que ele começou a temer essas duas frases. Enquanto em campanha, ele raramente comia qualquer coisa entre café da manhã e jantar. Durante o retiro para Portugal em 1811, ele subsistiu, para desespero de sua equipe que jantava com ele, com "carne fria e pão". Ele foi, no entanto, reconhecido pela qualidade do vinho que bebia e servia. Muitas vezes, bebia uma garrafa com o seu jantar, que não era uma grande quantidade para os padrões de sua época.
Ele raramente demonstrava emoção em público, e muitas vezes apareceu condescendente com os menos competentes ou menos bem-nascidos do que ele mesmo (o que era quase todo mundo). No entanto, Álava foi testemunha de um incidente pouco antes da Batalha de Salamanca. Wellington estava comendo uma coxa de frango, observando as manobras do exército francês com uma luneta. Ele avistou uma extensão exagerada no flanco esquerdo francês, e percebeu que ele poderia lançar um ataque bem-sucedido lá. Ele jogou a baqueta no ar e gritou "Les français sont perdus!" ("Os franceses estão perdidos!"). Em outra ocasião, após a Batalha de Toulouse, quando um assessor lhe trouxe a notícia da abdicação de Napoleão, fez uma dança flamenca improvisada, girando sobre os calcanhares e estalando os dedos.
Apesar de seu famoso semblante severo e a disciplina de ferro (ele desaprovava soldados torcendo por "uma quase expressão de opinião"), Wellesley cuidava de seus homens; ele recusou-se a perseguir os franceses após as batalhas do Porto e de Salamanca, prevendo um custo inevitável para o seu exército em perseguir um inimigo diminuto através de terrenos acidentados. A única vez em que ele mostrou tristeza em público foi após a tomada de Badajoz, quando chorou com a visão dos mortos britânicos nas brechas. Neste contexto, a sua famosa expressão após a Batalha de Vitoria chamando alguns de seus soldados de "escória da terra" pode ser visto como alimentado tanto pela decepção com suas fileiras de ruptura, como pela raiva. Ele expressou sua dor abertamente na noite depois de Waterloo antes com seu médico pessoal, e mais tarde com sua família; relutante com as congratulações pela sua vitória, ele caiu em lágrimas, o seu espírito de luta diminuía pelo alto custo da batalha e grande perda pessoal.
Viva Montgomerie, sobrinha do 3.º Duque de Wellington, relata uma anedota que Holman, valet do duque, muitas vezes lembrou como seu senhor nunca falou com funcionários a menos que fosse obrigado, preferindo escrever suas ordens em um bloco de notas em sua penteadeira. Holman, aliás, disse que isso lembrava muito a Napoleão.
Em 1822, ele teve uma operação para melhorar a audição do ouvido esquerdo. O resultado, porém, foi que ele se tornou permanentemente surdo desse lado. Alega-se que ele "...nunca mais ficou bem".
Em 1824 Wellington recebeu uma carta, com uma oferta de editora para abster-se de emitir uma edição das memórias mais picantes de uma de suas amantes, Harriette Wilson, em troca de uma compensação financeira. Diz-se que o duque prontamente devolveu a missiva, depois de rabiscar sobre ela, "publique e será condenado". No entanto, Hibbert observa em sua biografia que a carta pode ser encontrada entre os documentos do duque, sem nada escrito nele. Que Wellington respondeu é certo e o tom de uma nova carta do editor, citado por Longford, sugere que ele se recusou, em uma linguagem mais forte, a se submeter à chantagem.
Ele também era um homem extremamente prático, que falava de forma concisa. Em 1851, quando foi descoberto que havia um grande número de pardais voando sobre The Crystal Palace, pouco antes da Grande Exposição ser aberta, o seu conselho para a rainha Vitória foi "Sparrowhawks, ma'am" ("Gaviões, minha senhora").
Wellington foi muitas vezes retratado como um general de defesa, apesar de muitos, talvez a maioria, de suas batalhas serem ofensivas (Argaum, Assaye, Porto, Salamanca, Vitoria, Toulouse). Mas na maior parte da Guerra Peninsular, onde ganhou sua fama, suas tropas não tinham os números para um ataque.

## Encontro com lorde Nelson

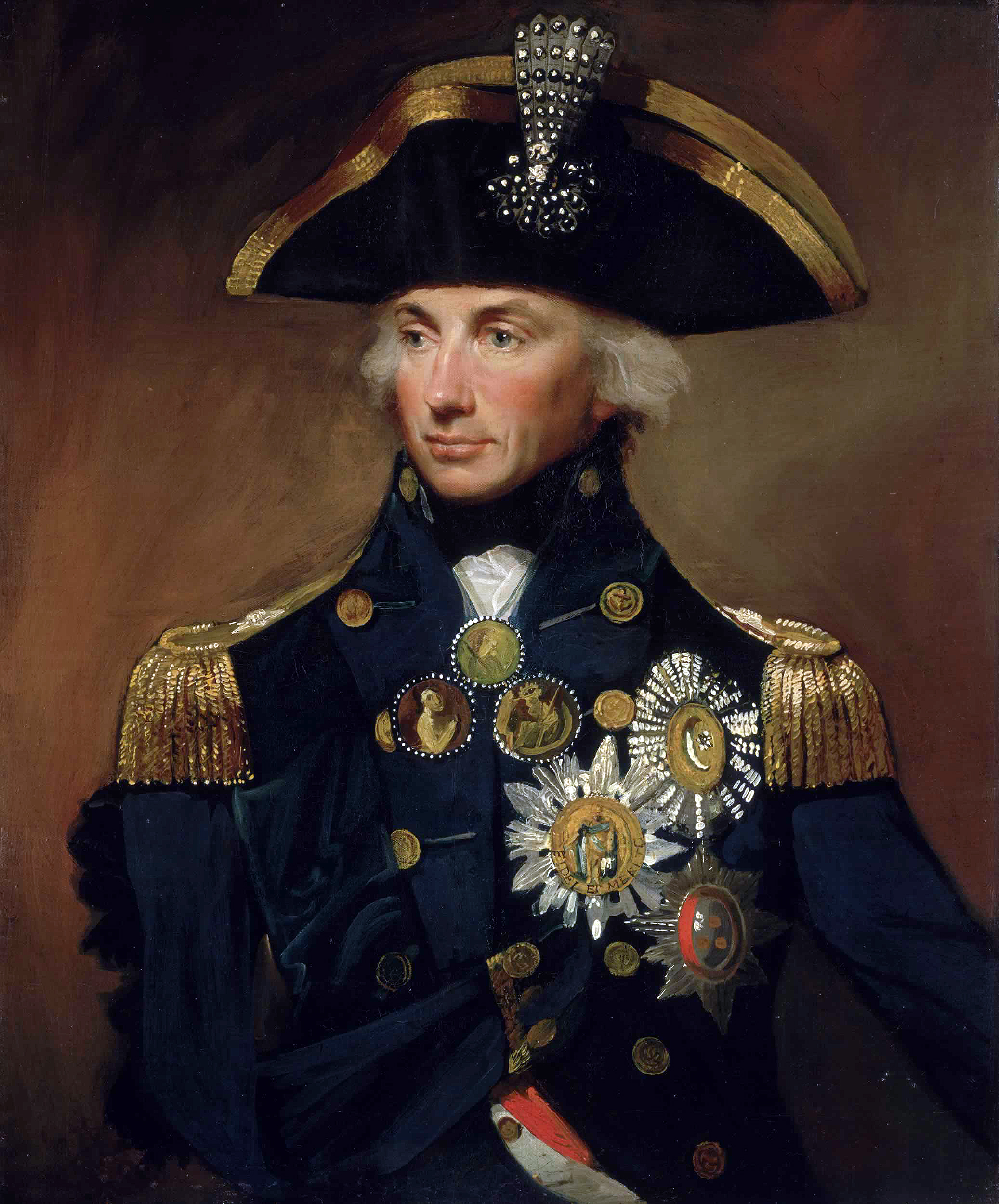
Vice-almirante sir Horatio Nelson Por Lemuel Francis Abbott National Maritime Museum.

Em setembro de 1805, o então major-general Wellesley, recentemente retornava de suas campanhas na Índia e ainda não era particularmente bem conhecido do público, informou ao gabinete do Secretário de Guerra para solicitar uma nova atribuição. Na sala de espera, ele conheceu o vice-almirante Horatio Nelson, já uma figura lendária depois de suas vitórias no Nilo e Copenhague, e que foi rapidamente na Inglaterra depois de meses perseguindo a frota francesa de Toulon para as Índias Ocidentais e as costas. Cerca de 30 anos mais tarde, Wellington lembrou de uma conversa que Nelson começou com ele que Wellesley encontrou "quase todos ao seu lado em um estilo tão fútil e tolo que me surpreendeu e quase me causa repulsa". Nelson saiu da sala para saber quem era o jovem general e foi em seu encontro, mudando para um tom muito diferente, discutindo a guerra, o estado das colônias e a situação geopolítica como entre iguais. Nesta segunda discussão Wellington lembrou: "Eu não sei se tive uma conversa que me interessou mais". Esta foi a única vez que os dois homens se encontraram, pois Nelson foi morto em sua grande vitória em Trafalgar apenas sete semanas depois.

## Patrimônio dos Wellesley e Colley
A primeira menção dos "Welles-lieghs" remonta a 1180, em torno de um acordo ainda conhecido como Wellesley Farm. Para a família tinha sido concedido terras ao sul de Wells, Somerset para a sua "aceitação passiva da conquista normanda da Inglaterra de 1066". Um antigo membro da família se mudou para a Irlanda durante 1171, no papel de um porta-estandarte de Henrique II. O sobrenome "Wesley" foi adotado de um primo rico sem filhos, Garret Wesley. Em 1728, o avô paterno de Wellington, Richard Colley, um proprietário que morava em Rahin, próximo a Carbury, Condado de Kildare, mudou seu sobrenome para Wesley.
A família Colley ou Cowley tinha vivido naquela parte do Kildare desde a época de um ancestral de Wellington, sir Henry Colley ou Cowley, que morreu antes de 2 de outubro de 1584. Sir Henry em sua vida possuía o Castelo de Carbury, no noroeste da Kildare, começando com um contrato de arrendamento de 21 anos em 1554.
Colley é um sobrenome de origem inglesa. No entanto, Colley ou Cowley é também um anglicismo de Mac Amhalghaidh, uma família de onde provinha os senhores de Cálraighe em Chalaid no que é hoje o Condado de Westmeath. Esta família reivindicou a descendência de um rei irlandês do século V, Nell Noigiallaigh, e teve a seguinte genealogia ("m" indica "filho de"):
Amlaibh m Amlaibh m Muircertaigh m Aedha Finn m Maghnusa m Muircertaigh m Domnaill m Floinn m Aedha m Amhlaibh m Fergail m Con Coiccriche m Forannain m Suibhne m Domnaill m Ruairc m Cathusaigh m Aedha m Cuinn m Maoil Fhothaid m Criomthainn m Brenainn m Briain m Maine m Nell Noigiallaigh.
A mais forte evidência é que a família de Wellington originou-se em Rutland e veio para a Irlanda por volta de 1500. Robert Cowley, que se tornou Master of the Rolls in Ireland morreu em 1546 deixando um filho, Walter Cowley, Principal Solicitor for Ireland, que parece ter sido o pai de sir Henry. Henry Colley se casou com Catherine Cusack, filha de sir Thomas Cusack, Lorde Chanceler da Irlanda, que começou a ligação Colley-Wellesley, desde que sir Thomas era o filho de Alison de Wellesley.

## Armas, títulos e tributos

### Armas

Brasão de armas de Wellington.

As armas de Wellington têm um augmentation de honra do distintivo de união do Reino Unido para comemorar seus préstimos. Ele carregou, por quartis, I e IV em gules, uma cruz argenta, em cada um desses quartis cinco placas por quartil interno; II e III, em or, um leão rampante gules, com uma coroa ducal no pescoço, armado e linguado em azure. Por augmentation, um escudeto carregado com as cruzes de São Jorge, Santo André e São Patrício combinados, sendo o distintivo de união do Reino Unido.

### Títulos, honras e estilos

#### Pariato do Reino Unido
- Barão Douro de Wellesley no Condado de Somerset – 26 de agosto de 1809[211]
- Visconde Wellington de Talavera, e de Wellington no Condado de Somerset – 26 de agosto de 1809[211][212]
- Conde de Wellington – 28 de fevereiro de 1812
- Marquês de Wellington – 18 de agosto de 1812[213]
- Marquês Douro – 3 de maio de 1814
- Duque de Wellington – 3 de maio de 1814[212]

Seu irmão William escolheu o nome de Wellington por sua semelhança com o sobrenome da família de Wellesley, que deriva da aldeia de Wellesley em Somerset, não muito longe da de Wellington.

##### Honras britânicas e irlandesas
- Cavaleiro da Ordem do Banho – 1804
- Conselheiro Privado da Irlanda – 28 de abril de 1807
- Conselheiro Privado do Reino Unido – 1812[212]
- Cavaleiro da Jarreteira – 4 de março de 1813[212]
- Cavaleiro Grã-Cruz da Ordem do Banho – 1815
- Cruz Peninsular com nove barras para todas as campanhas – o único assim emitido. Apresentado na Casa Apsley juntamente com a Medalha de Waterloo.
- Lorde Tenente de Hampshire – 1820
- Lorde Guardião de Cinque Ports – 1829
- Chanceler da Universidade de Oxford – 1834–52
- Membro honorário do Institution of Civil Engineers – 1842[215]
- Fellow of the Royal Society – 1847

O duque de Wellington foi um dos padrinhos do sétimo filho da rainha Vitória, o príncipeArtur, em 1850. Artur também nasceu no dia primeiro de maio, e, quando criança, o jovem príncipe foi encorajado a lembrar as pessoas de que o duque de Wellington era seu padrinho.

#### Internacional

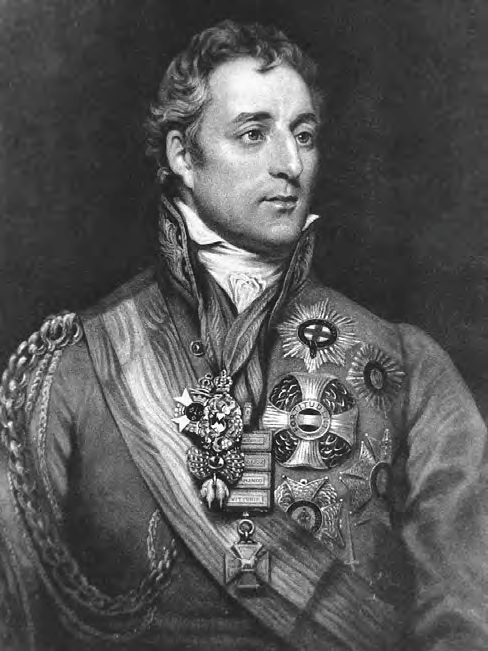
O duque de Wellington vestindo várias condecorações. Emblemas do pescoço: i) Ordem da Espada ii) Ordem do Tosão Dourado iii) Cruz Peninsular com nove barras • Estrelas no lado esquerdo do peito: i) Ordem da Jarreteira ii) Ordem de São Jorge iii) Ordem de Maria Teresa iv) Ordem de São Fernando e do Mérito v) desconhecido vi) Ordem da Espada • Faixa sobre seu ombro direito: Ordem de Maria Teresa.

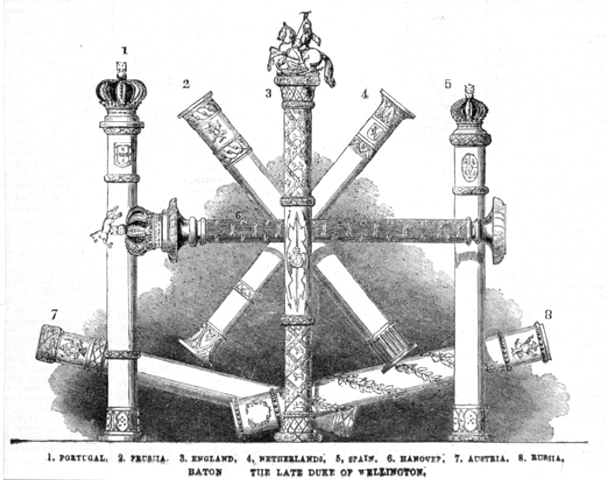
Os bastões do Duque de Wellington; de uma gravura no The Illustrated London News (11 de dezembro de 1852): 532, impresso após a sua morte. 1. Portugal; 2. Prússia; 3. Inglaterra; 4. Países Baixos; 5. Espanha; 6. Hanôver (deitado sobre a gravura); 7. Áustria; 8. Rússia.

##### Títulos de nobreza
- Portugal: Conde do Vimeiro (18 de outubro de 1811)[213]
- Espanha: Duque de Ciudad Rodrigo, Grande de Primeira Classe (30 de janeiro de 1812)[213]
- Portugal: Marquês de Torres Vedras (agosto de 1812)[213]
- Portugal: Duque da Vitória (18 de dezembro de 1812)
- Países Baixos: Príncipe de Waterloo (18 de julho de 1815)[212]

##### Honras
- Áustria: Cavaleiro Grã-Cruz da Ordem de Maria Teresa (4 de março de 1814)[212]
- Dinamarca: Cavaleiro da Ordem do Elefante
- França: Cavaleiro da Ordem do Espírito Santo (novembro de 1815)[212]
- Hanôver: Cavaleiro Grã-Cruz da Real Ordem Hanoveriana Guélfica (1816)
- Países Baixos: Cavaleiro Grã-Cruz da Ordem Militar de Guilherme (18 de julho de 1815)
- Portugal: Cavaleiro Grã-Cruz da Ordem da Torre e da Espada (26 de outubro de 1811)[212]
- Reino da Prússia: Cavaleiro Grã-Cruz da Ordem da Águia Negra (1814)[212]
- Reino da Prússia: Cavaleiro Grã-Cruz da Ordem da Águia Vermelha
- Império Russo: Cavaleiro da Ordem de Santo Alexandre Nevsky
- Império Russo: Cavaleiro da Ordem de Santo André
- Império Russo: Grã-Cruz da Ordem de São Jorge (28 de abril de 1814)[212][217]
- Espanha: Cavaleiro do Tosão de Ouro (janeiro de 1812)[212]
- Espanha: Ordem Militar de São Fernando (1812)[212]
- Suécia: Cavaleiro Grã-Cruz da Ordem da Espada (26 de fevereiro de 1814).[212][217][218]
- Duas Sicílias: Cavaleiro da Ordem de São Januário
- Duas Sicílias: Cavaleiro da Ordem de São Fernando e do Mérito
- Württemberg: Militärverdienstorden

##### Postos militares
As nações da Áustria, Hanôver, os Países Baixos, Portugal, Prússia, Rússia e Espanha deram-lhe a sua mais alta patente militar:
- Marechal de campo do Exército Austríaco
- Marechal de campo do Exército Hanoveriano
- Marechal de campo do Exército Neerlandês
- Marechal-general do Exército Português
- Marechal de campo do Exército Prussiano
- Marechal de campo do Exército Russo
- Capitão-general do Exército Espanhol

Cada nação lhe presenteou com um bastão como símbolo de sua posição.

#### Estilos
No Reino Unido
- The Hon Arthur Wesley (nascimento–7 de março de 1787)
- Ensign The Hon Arthur Wesley (7 de março–25 de dezembro de 1787)
- Lt The Hon Arthur Wesley (25 de dezembro de 1787–30 de junho de 1791)
- Capt The Hon Arthur Wesley (30 de junho de 1791–30 de abril de 1793)
- Maj The Hon Arthur Wesley (30 de abril–30 de setembro de 1793)
- Lt-Col The Hon Arthur Wesley (30 de setembro de 1793–3 de maio de 1796)
- Col The Hon Arthur Wesley (3 de maio de 1796–19 de maio de 1798)
- Col The Hon Arthur Wellesley (19 de maio de 1798–29 de abril de 1802)
- Maj-Gen The Hon Arthur Wellesley (29 de abril de 1802–1 de setembro de 1804)
- Maj-Gen The Hon Sir Arthur Wellesley KB (1 de setembro de 1804–8 de abril de 1807)
- Maj-Gen The Rt Hon Sir Arthur Wellesley KB (8 de abril de 1807–25 de abril de 1808)
- Lt-Gen The Rt Hon Sir Arthur Wellesley KB (25 de abril de 1808–4 de setembro de 1809)
- Lt-Gen The Rt Hon The Viscount Wellington KB PC (4 de setembro de 1809–maio de 1811)
- Gen The Rt Hon The Viscount Wellington KB PC (maio de 1811–28 de fevereiro de 1812)
- Gen The Rt Hon The Earl of Wellington KB PC (28 de fevereiro–3 de outubro de 1812)
- Gen The Most Hon The Marquess of Wellington KB PC (3 de outubro de 1812–4 de março de 1813)
- Gen The Most Hon The Marquess of Wellington KG KB PC (4 de março–21 de junho de 1813)
- FM The Most Hon The Marquess of Wellington KG KB PC (21 de junho de 1813–11 de maio de 1814)
- FM His Grace The Duke of Wellington KG KB PC (11 de maio de 1814–2 de janeiro de 1815)
- FM His Grace The Duke of Wellington KG GCB PC (2 de janeiro de 1815–14 de setembro de 1852)
- FM His Grace The Duke of Wellington KG GCB GCH PC (1816–14 de setembro de 1852)
- FM His Grace The Duke of Wellington KG GCB GCH PC FRS (1847–14 de setembro de 1852)

Nos Países Baixos
- Zijne Doorluchtigheid de Prins van Waterloo (18 de julho de 1815–14 de setembro de 1852)

Na Espanha
- Su Excelencia el Duque de Ciudad Rodrigo, Grande de España, Caballero de la Orden del Toisón de Oro (30 de janeiro de 1812–14 de setembro de 1852)

Em Portugal
- Sua Excelência o Duque da Vitória (18 de dezembro de 1812–14 de setembro de 1852)
- Duque de Azure (27 de outubro de 1847)

#### Promoções militares e datas
Nomeações
- Concursado como Alferes – 7 de março de 1787[220]
- Tenente – 25 de dezembro de 1787[221]
- Capitão – 30 de junho de 1791[222]
- Major – 30 de abril de 1793[223]
- Tenente-coronel – 30 de setembro de 1793[224]

Promoções
- Coronel – 3 de maio de 1796[225]
- Major-General – 29 de abril de 1802
- Tenente-General – 25 de abril de 1808
- General, em Portugal e Espanha – 31 de julho de 1811
- Marechal de campo – 21 de junho de 1813

### Tributos

#### Estátuas, monumentos e lugares
Reino Unido

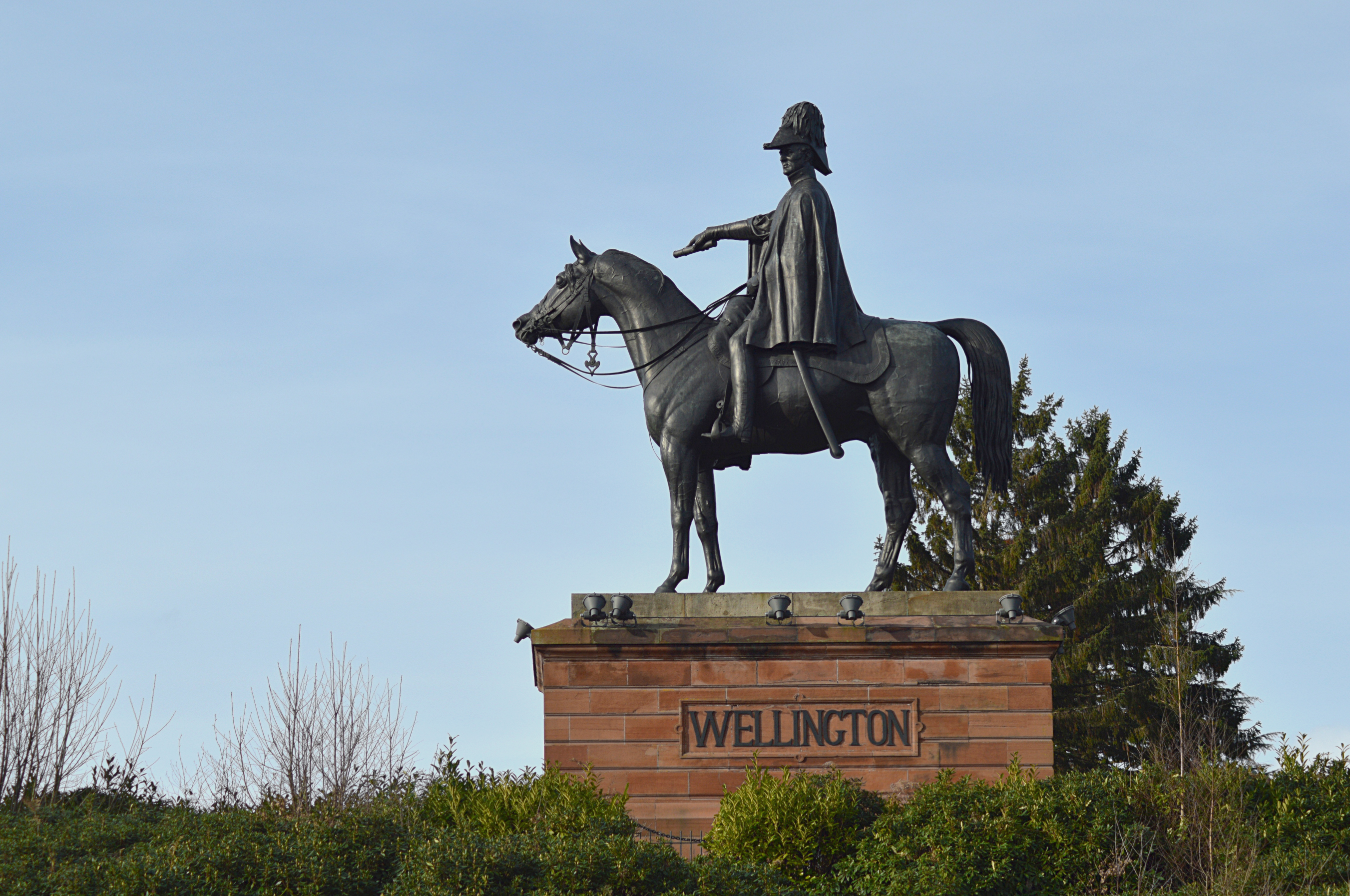
Wellington montado em Copenhagen, seu cavalo, estátua em Round Hill, Aldershot.

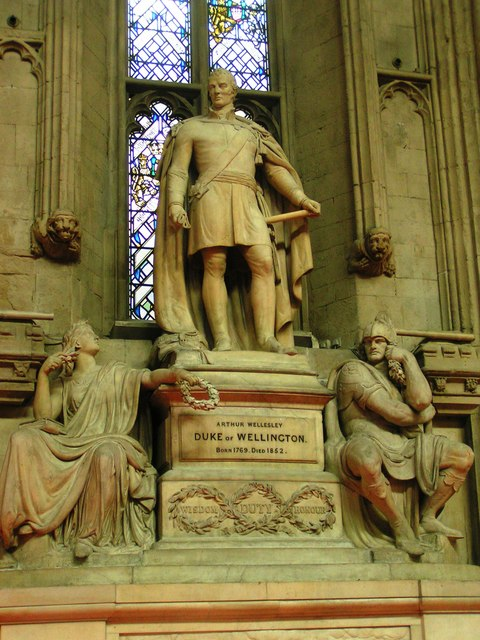
Estátua do Duque de Wellington no grande salão do Guildhall.

- Uma estátua de Wellington pelo escultor Carlo Marochetti está no parque de Woodhouse Moor em Leeds.[226] Suas botas foram pintadas de vermelho, presumivelmente por estudantes locais.
- Na Royal Exchange Square, Queen Street em Glasgow, há uma Estátua do Duque de Wellington montado em um cavalo, fora do Gallery of Modern Art, também obra de Marochetti. Como a estátua não tem o característico chapéu armado bicorne associado com ele, muitas vezes é "apagado" pela colocação de um cone de trânsito na cabeça de Wellington.[227]
- Em 1838, uma proposta para construir uma estátua de Wellington resultou na construção de uma estátua gigante dele em seu cavalo Copenhagen, colocado acima do Arco de Wellington em Constitution Hill em Londres em frente Apsley House, sua antiga casa em Londres.[228] Concluída em 1846, a enorme escala de 40 ton, o alto monumento acabou sendo retirado em 1883, e no ano seguinte ele foi transportado para Aldershot onde se ainda está de pé, perto da Igreja Real de Garrison.[229]
- O Wellington College, em Berkshire, foi construído em memória do duque, sob as ordens da Rainha Vitória.[230] Até hoje, todas as pensões são nomeadas a partir dos generais que lutaram ao lado dele na Batalha de Waterloo, incluindo Gebhard Leberecht von Blücher, Visconde Beresford, Sir Thomas Picton, Barão Lynedoch e o príncipe de Orange. Em 4 de maio de 2007, a escola realizou um serviço memorial para o Duque de Ferro na Catedral de St. Paul, para comemorar seu aniversário.
- Um monumento na Catedral de St. Paul onde ele está sepultado.
- O Arco de Wellington no Hyde Park Corner, Londres.[231]
- No Royal Exchange, em Londres, há uma estátua equestre, obra de Sir Francis Chantrey,[232] com a inscrição "Erigida em 16 de junho de 1844" em seu pedestal.
- Uma estátua no Grande Salão do Guildhall, Londres.[233]
- Um Wellington Monument, em Londres, na Hyde Park Corner, uma estátua colossal de Aquiles por Richard Westmacott.[234]
- Um Wellington Monument, em Somerset, na Blackdown Hills, próximo de Wellington, Somerset.[235]
- Wellington Monument, Woodhall Spa, Lincolnshire.[236]
- Wellington Monument, Baslow, Derbyshire.[237]
- Wellington Statue, East End of Princes Street, Edimburgo.
- Coluna de Wellington em Liverpool.
- Duke of Wellington Commemorative Column, em frente a Stratfield Saye House, a residência do duque em Hampshire.[238]
- Wellington College, em Crowthorne, Berkshire, o monumento nacional do Reino Unido para Wellington.[239]
- Uma estátua em Piccadilly Gardens, Manchester.[240]

Hong Kong
- Wellington Barracks
- Wellington Street[241]

Irlanda

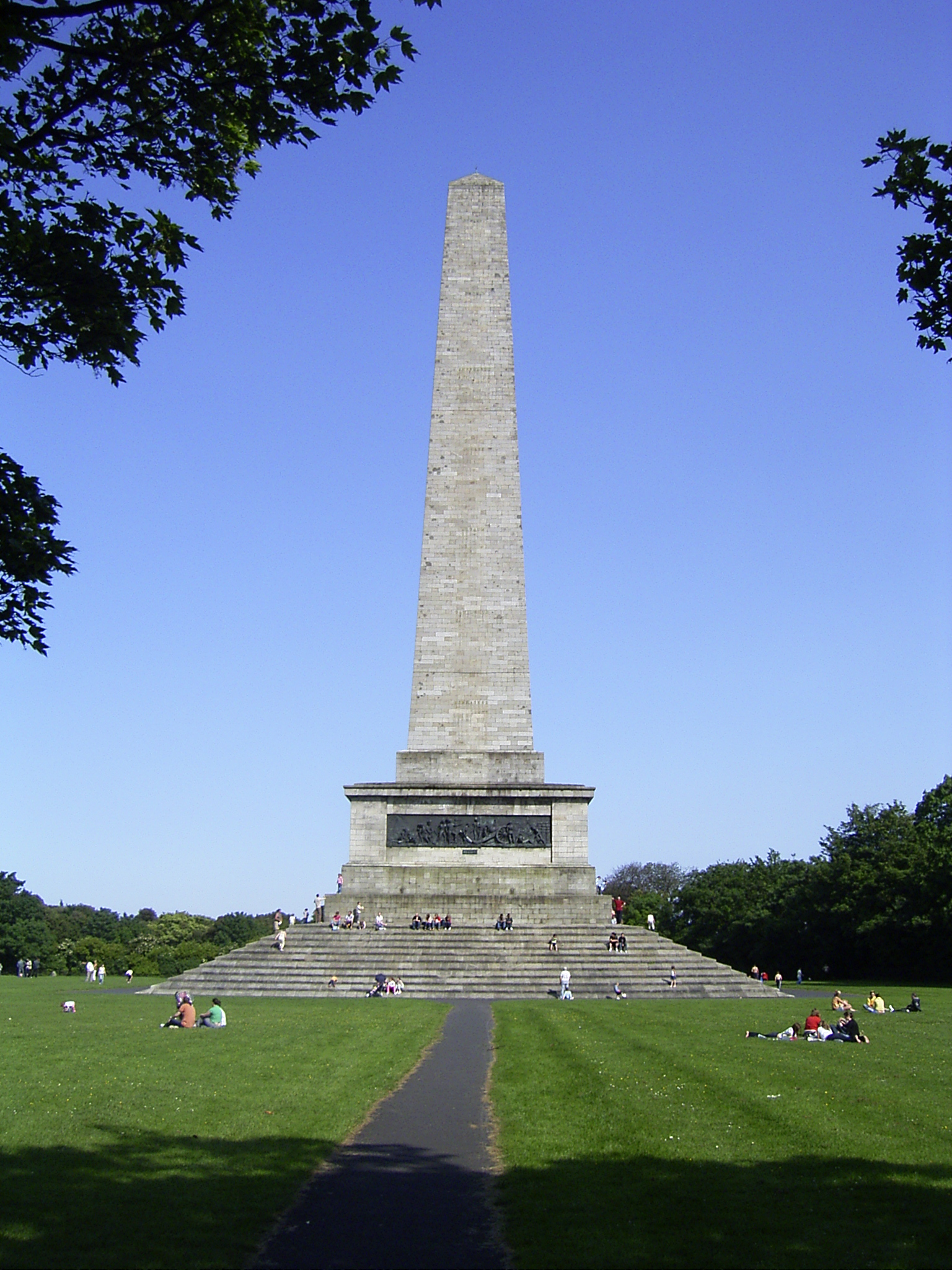
Wellington Testimonial em Phoenix Park, Dublin.

- O Wellington Testimonial foi erguido no Phoenix Park, Dublin, por assinaturas públicas,[242] e ainda é o mais alto obelisco de pedra na Europa.[243]
- Um monumento em seu local de nascimento, em Trim, Irlanda.
- A Wellington Road na área de Ballsbridge de Dublin.
- O Wellington College Belfast na Irlanda do Norte, uma Escola de Gramática Co-Educacional em Belfast, foi nomeada após Wellington. Wellington também é uma casa de jovens no Duke of York's Royal Military School, onde, como no Welbeck College, todas as casas têm o nome de figuras militares de destaque.

Austrália
- Monte Wellington, com vista para Hobart, a capital do estado da Tasmânia, é nomeado por Wellesley.[244] Adicionalmente, Hobart também tem a Salamanca Place, uma fileira de armazéns que dominam a área do cais da cidade, em homenagem a Batalha de Salamanca (também conhecido como a Batalha de Aripiles) que ocorreu em julho de 1812. Atrás de Salamanca Place, que agora é uma área de artes, restaurantes, além da casa do Mercado de Salamanca, é o subúrbio ribeirinho de Battery Point. Um passeio pela área e verá ruas e crescentes nomeados em homenagem a Napoleão, Waterloo e Arthur, onde casas coloniais ficam de frente a uma pequena rotunda. E para adicionar mais ligações, em Macquarie St fica o Duke of Wellington Hotel com a imposição de sinalização do próprio Iron Duke olhando para baixo, em direção a todos os que passam por baixo dele.
- Wellington Square nos subúrbios de Adelaide, nomeado para Wellington, porque a ele é creditado assegurar a passagem do South Australia Act Foundation pela Câmara dos Lordes.
- O antigo Condado de Douro em Victoria, Gipps District, foi nomeado em honra de Wellington e foi limitado ao oeste pelo Condado de Mornington. O antigo condado de Douro foi encontrado em mapas vitorianos de 1845 e apareceu pela última vez em um mapa vitoriano em 1864. Outras referências para Wellington pode ser encontradas localmente na nomeação de Waterloo Bay, Wellington Cape e Wellington Lake. O condado foi incorporado ao novo Condado de Buln Buln em 1871. O Condado de Mornington proclamado em 1849, é, aliás, nomeado em homenagem ao título de Garret Wesley, 1.º Conde de Mornington, pai de Arthur Wellesley.

Nova Zelândia
- A capital da Nova Zelândia é Wellington, está localizada na Wellington Region, antes Wellington Province.[245] A cidade tem uma escola preparatória particular chamada Wellesley College e um clube privado, Wellesley Club.
- A cidade de Auckland possui uma rua central chamada Wellesley Street. Um cone vulcânico e seu subúrbio associado na cidade também é chamado monte Wellington.

Canadá
- O Condado de Wellington, o condado onde está Guelph.[246]
- A vila de Wellington, uma comunidade localizada no Condado de Prince Edward (Ontário).
- A cidade de Wellington na Ilha de Vancouver, agora um bairro de Nanaimo,[247] assim como o monte Wellington que fica a cerca de 70 milhas (113 km) ao norte da cidade.[248]
- Wellington Street em Ottawa, a rua onde fica o Parliament Buildings, onde está localizada a sede do governo do Canadá.
- As ruas Wellington Street e Wellesley Street são as duas principais vias do centro de Toronto.[249][250] A estação de metrô Wellesley tem seu nome por conta da rua.
- A estação de trens de Wellington em Nanaimo, Colúmbia Britânica.

Índia
- A cidade de Wellington em Tamil Nadu, local da Wellington Cantonment, um estabelecimento militar indiano de prestígio, e uma faculdade. Está localizada perto de Coonoor.

Portugal
- Na aldeia da Freineda, a casa onde habitou enquanto ajudava a defesa da Praça-forte de Almeida, invadida pelos franceses, foi cuidadosamente preservada e constitui-se na melhor testemunha da passagem do Duque de Wellington por Portugal.[251]

#### Unidades militares
Wellington morreu em 1852 e no ano seguinte a rainha Vitória, em reconhecimento dos longos laços do 33rd Foot Regiment com ele, ordenou que o seu nome fosse alterado para Duke of Wellington's Regiment, agora conhecido como 3rd Battalion The Yorkshire Regiment (Duke of Wellington's), baseada em Battlesbury Barracks, Warminster.

#### Navios

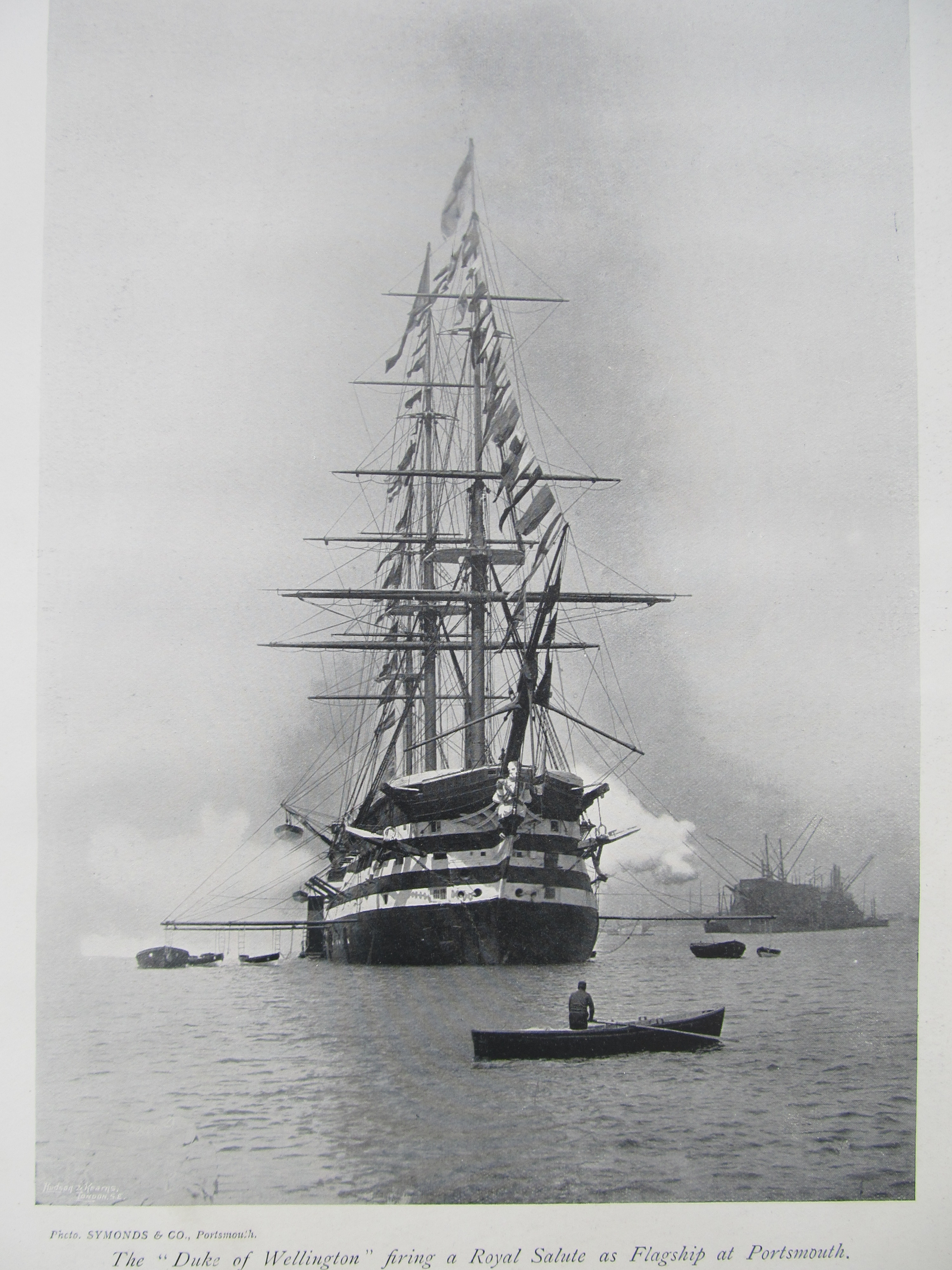
HMS Duke of Wellington disparando uma salva de tiros no porto de Portsmouth, no final do século XIX.

O HMS Duke of Wellington, um navio de linha de primeira classe de 131 armas foi nomeado em homenagem ao 1.º Duque de Wellington. O HMS Iron Duke, também nomeado para Wellington, foi o navio-almirante do Almirante sir John Jellicoe na Batalha da Jutlândia na Primeira Guerra Mundial, um dos três assim chamados na Royal Navy.

#### Aeronáutica
Wellington é a única pessoa a ter a honra de ter não um, mas dois bombardeiros da Royal Air Force nomeados em sua homenagem - o Vickers Wellesley e o Vickers Wellington, e num momento em que a convenção para bombardeiros britânicos era ter nomes de cidades sem acesso ao mar.

#### Locomotivas
A classe de locomotivas de trens "Iron Duke" da Great Western Railway foi assim nomeado para homenagear Wellington, incluindo um original de 1847 que foi nomeado "Iron Duke" e emprestou seu nome para a classe. Ele foi retirado em 1871, e uma réplica foi construída em 1985 para o National Railway Museum para exibição.

#### Cédulas
A imagem do Duque de Wellington é o destaque do reverso das notas de £5 (cinco libras) da série D (Pictoral Series) emitidas pelo Banco da Inglaterra (11 de novembro de 1971 – 29 de novembro de 1991), juntamente com uma cena da Batalha de Waterloo.

#### Alimentação
O Bife Wellington recebeu o nome do general e primeiro-ministro. Ironicamente, sua carne favorita era carne de carneiro.
O semblante de Wellington aparece nos rótulos da cerveja fabricada pela Wellington Brewery em Guelph, Ontário. A cerveja com o nome "Iron Duke Strong Ale" também é uma homenagem a ele.

#### Filmes
- Em 2012, no filme Linhas de Wellington, o duque foi interpretado pelo ator John Malkovich.[259]
- Em 2009, no filme The Young Victoria, Wellington foi interpretado pelo ator Julian Glover.[259]
- Em 2006, no filme Goya's Ghosts, Wellington foi representado pelo duque espanhol Cayetano Martínez de Irujo.[259]
- Em 2000, no filme Sabotage!, Wellington foi interpretado pelo ator Stephen Fry.[259]
- Em 1976, no filme Lady Caroline Lamb, foi interpretado pelo ator Laurence Olivier.[259]
- Em 1970, no filme Waterloo, Wellington foi interpretado pelo ator Christopher Plummer e no filme The Adventures of Gerard, foi interpretado pelo ator John Neville.[259]
- Em 1959, no filme The Miracle, o Duque de Wellington foi interpretado pelo ator Torin Thatcher.[259]
- Em 1942, no filme Here Will I Nest, Wellington foi interpretado pelo ator Richard Smith.[259]
- Em 1938, no filme Sixty Glorious Years, ele foi interpretado pelo ator C. Aubrey Smith.[259]
- Em 1937, no filme Victoria the Great, ele foi interpretado pelo ator James Dale e no filme The Firefly, foi interpretado pelo ator Matthew Boulton.[259]
- Em 1935, no filme Becky Sharp, Wellington foi interpretado pelo ator William Faversham.[259]
- Em 1934, no filme The Iron Duke, foi interpretado pelo ator George Arliss e no filme The House of Rothschild, foi interpretado pelo ator C. Aubrey Smith.[259]
- Em 1932, no filme The Congress Dances, Wellington foi interpretado pelo ator Humberston Wright.[259]
- Em 1929, no filme Napoleon auf St. Helena, foi interpretado pelo ator Günther Hadank.[259]
- Em 1913, os primeiros filmes em que Wellington foi interpretado foram Sagacity Versus Crime (pelo ator H.O. Martinek) e The Adventures of Pimple: The Battle of Waterloo (pelo ator Joe Evans).[259]

## Apelidos

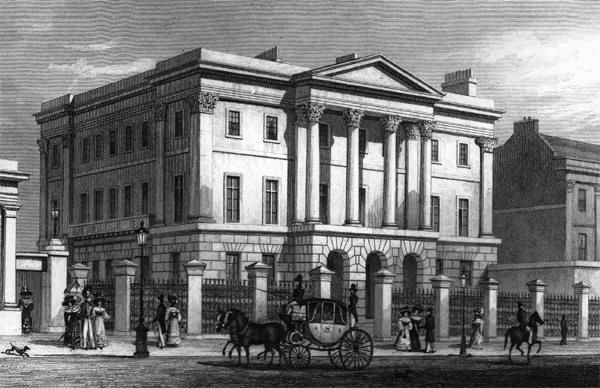
Apsley House em 1829, por Thomas H. Shepherd.

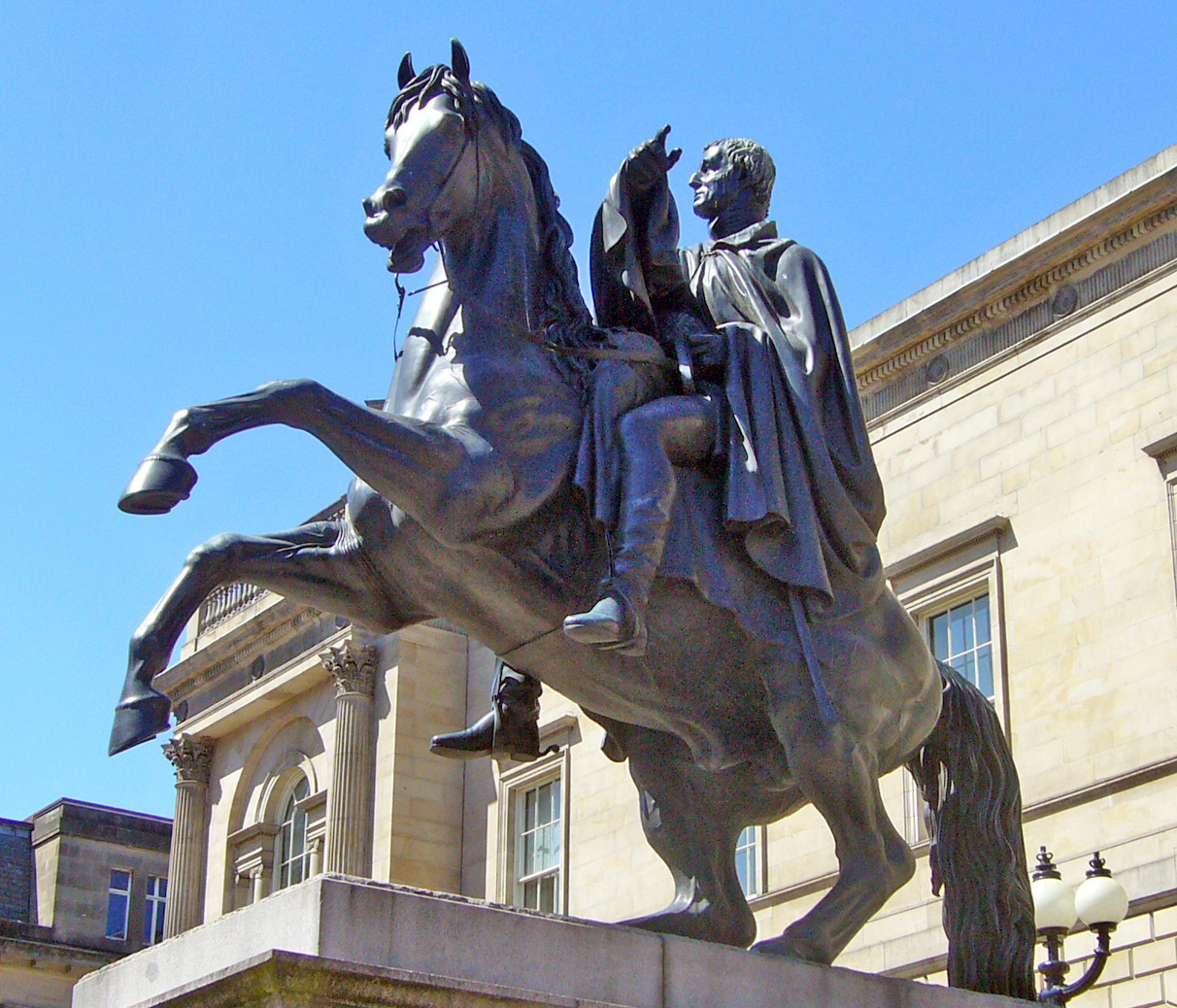
O Duque de Ferro em bronze, na Princes Street, em Edimburgo, pelo escultor sir John Steell.

O Duque de Wellington recebeu uma série de apelidos ou alcunhas ao longo do tempo.

### O Duque de Ferro
Esse apelido comumente usado originalmente está relacionado com a sua vontade política consistente em vez de qualquer incidente particular. Em vários casos o seu uso editorial pareceu ser depreciativo. É provável que o seu uso se tornou mais difundido depois de um incidente em 1832 no qual ele instalou persianas metálicas para impedir que os manifestantes quebrassem as janelas da Apsley House. O termo pode ter sido feita cada vez mais popular pelos cartoons da Punch publicadas em 1844–45.
Wellington teve vários outros apelidos ou alcunhas:
- Oficiais sob o seu comando o chamavam de "The Beau" (o Belo), como ele se vestia bem,[264] ou "The Peer" (o Pariato) depois que ele se tornou visconde;
- As tropas espanholas o chamavam de "A Águia", enquanto as tropas portuguesas o chamavam "Douro Douro" depois de sua travessia do rio no Porto em 1809;[265]
- "Beau Douro"; Wellington achou graça quando ouvi-lo usado por um coronel da Coldstream Guards;[264]
- "Sepoy General"; Napoleão usou este termo como um insulto para o serviço militar de Wellington, na Índia, considerando-o publicamente um adversário indigno.[266] O nome foi usado no jornal francês Le Moniteur Universel, como um meio de propaganda;[267]
- "The Beef"; É uma teoria de que o bife Wellington é uma referência para Wellington, apesar de alguns chefs disputarem isso.[268]

Adicionalmente:
Seu nome foi dado para botas de Wellington, após as botas feitas sob medida que ele usava em vez de botas de Hesse tradicionais.